# Liste des monuments historiques protégés en 1998
Cet article recense les monuments historiques français classés ou inscrits en 1998.

## Protections
| Édifice | Commune                                     | Département             | Région                     | Protection | Base Mérimée                         | Coordonnées                           | Image |
| --- | ------------------------------------------- | ----------------------- | -------------------------- | ---------- | ------------------------------------ | ------------------------------------- | ----- |
| Maison Racle | Pont-de-Vaux                                | Ain                     | Auvergne-Rhône-Alpes       | classé     | « PA01000006 », notice no PA01000006 | 46° 25′ 47″ nord, 4° 56′ 22″ est      |       |
| Carrière de Froidmont                                                                                                | Braye-en-Laonnois                           | Aisne                   | Hauts-de-France            | classé     | « PA00132907 », notice no PA00132907 | 49° 26′ 39″ nord, 3° 36′ 24″ est      |       |
| Château de Caulaincourt                                                                                              | Caulaincourt                                | Aisne                   | Hauts-de-France            | classé     | « PA00116006 », notice no PA00116006 | 49° 51′ 55″ nord, 3° 06′ 26″ est      |       |
| Église Saint-Pierre de Grand-Verly                                                                                   | Grand-Verly                                 | Aisne                   | Hauts-de-France            | inscrit    | « PA02000014 », notice no PA02000014 | 49° 56′ 18″ nord, 3° 35′ 03″ est      |       |
| Maison | Guise                                       | Aisne                   | Hauts-de-France            | inscrit    | « PA02000015 », notice no PA02000015 | 49° 53′ 55″ nord, 3° 37′ 28″ est      |       |
| Château de Marfontaine                                                                                               | Marfontaine                                 | Aisne                   | Hauts-de-France            | inscrit    | « PA02000016 », notice no PA02000016 | 49° 48′ 00″ nord, 3° 46′ 29″ est      |       |
| Église Sainte-Marie-Madeleine de Mont-Notre-Dame                                                                     | Mont-Notre-Dame                             | Aisne                   | Hauts-de-France            | classé     | « PA00115818 », notice no PA00115818 | 49° 17′ 40″ nord, 3° 34′ 46″ est      |       |
| Tombe Amory | Nouvron-Vingré                              | Aisne                   | Hauts-de-France            | inscrit    | « PA02000017 », notice no PA02000017 | 49° 25′ 47″ nord, 3° 10′ 31″ est      |       |
| Halle de Plomion | Plomion                                     | Aisne                   | Hauts-de-France            | inscrit    | « PA02000013 », notice no PA02000013 | 49° 48′ 26″ nord, 4° 01′ 12″ est      |       |
| Carrière de Berry | Saint-Christophe-à-Berry                    | Aisne                   | Hauts-de-France            | classé     | « PA02000010 », notice no PA02000010 |                                       |       |
| Prévôté de Favières                                                                                                  | Sergy                                       | Aisne                   | Hauts-de-France            | inscrit    | « PA00115930 », notice no PA00115930 | 49° 09′ 52″ nord, 3° 33′ 04″ est      |       |
| Place Carnegie-de-Fargniers                                                                                          | Tergnier                                    | Aisne                   | Hauts-de-France            | inscrit    | « PA02000018 », notice no PA02000018 | 49° 39′ 30″ nord, 3° 18′ 53″ est      |       |
| Chapelle de la carrière de Rouge-Maison                                                                              | Vailly-sur-Aisne                            | Aisne                   | Hauts-de-France            | classé     | « PA02000012 », notice no PA02000012 | 49° 25′ 08,39″ nord, 3° 31′ 45,9″ est |       |
| Château de La Palice                                                                                                 | Lapalisse                                   | Allier                  | Auvergne-Rhône-Alpes       | inscrit    | « PA00093132 », notice no PA00093132 | 46° 14′ 55″ nord, 3° 38′ 18″ est      |       |
| Château du Méage | Rongères                                    | Allier                  | Auvergne-Rhône-Alpes       | inscrit    | « PA00093259 », notice no PA00093259 | 46° 17′ 18″ nord, 3° 27′ 54″ est      |       |
| Château de Saint-Maime                                                                                               | Saint-Maime                                 | Alpes-de-Haute-Provence | Provence-Alpes-Côte d'Azur | inscrit    | « PA04000013 », notice no PA04000013 | 43° 54′ 18″ nord, 5° 47′ 34″ est      |       |
| Château de Simiane                                                                                                   | Simiane-la-Rotonde                          | Alpes-de-Haute-Provence | Provence-Alpes-Côte d'Azur | inscrit    | « PA04000014 », notice no PA04000014 | 43° 58′ 53″ nord, 5° 33′ 41″ est      |       |
| Maison Gaudet | Tourrettes-sur-Loup                         | Alpes-Maritimes         | Provence-Alpes-Côte d'Azur | inscrit    | « PA06000008 », notice no PA06000008 | 43° 43′ 25″ nord, 7° 03′ 20″ est      |       |
| Pont romain du Pouzin                                                                                                | Le Pouzin                                   | Ardèche                 | Auvergne-Rhône-Alpes       | inscrit    | « PA07000006 », notice no PA07000006 | 44° 45′ 24″ nord, 4° 44′ 45″ est      |       |
| Château de la Basse-Touligny                                                                                         | Touligny                                    | Ardennes                | Grand Est                  | inscrit    | « PA08000003 », notice no PA08000003 | 49° 40′ 03″ nord, 4° 38′ 19″ est      |       |
| Chapelle Saint-Quintin de Galey                                                                                      | Galey                                       | Ariège                  | Occitanie                  | inscrit    | « PA09000008 », notice no PA09000008 | 42° 56′ 06″ nord, 0° 55′ 03″ est      |       |
| Château de Gargas | Viviès                                      | Ariège                  | Occitanie                  | classé     | « PA09000007 », notice no PA09000007 | 43° 03′ 37″ nord, 1° 46′ 54″ est      |       |
| Grange d'Outre-Aube                                                                                                  | Longchamp-sur-Aujon                         | Aube                    | Grand Est                  | inscrit    | « PA10000010 », notice no PA10000010 | 48° 08′ 41″ nord, 4° 47′ 53″ est      |       |
| Hôtel de la Cité | Carcassonne                                 | Aude                    | Occitanie                  | inscrit    | « PA11000014 », notice no PA11000014 | 43° 12′ 20″ nord, 2° 21′ 46″ est      |       |
| Canal du Midi |                                             | Aude                    | Occitanie                  | inscrit    | « PA11000015 », notice no PA11000015 | 43° 15′ 58″ nord, 2° 54′ 14″ est      |       |
| Église Saint-Saturnin                                                                                                | Palairac                                    | Aude                    | Occitanie                  | inscrit    | « PA11000012 », notice no PA11000012 | 42° 57′ 21″ nord, 2° 39′ 41″ est      |       |
| Église Saint-Paul | Villar-en-Val                               | Aude                    | Occitanie                  | inscrit    | « PA11000013 », notice no PA11000013 | 43° 04′ 52″ nord, 2° 27′ 37″ est      |       |
| Fortifications | La Cavalerie                                | Aveyron                 | Occitanie                  | inscrit    | « PA12000014 », notice no PA12000014 | 44° 00′ 32″ nord, 3° 09′ 28″ est      |       |
| Dolmen de Saint-Martin-du-Larzac 3                                                                                   | Millau                                      | Aveyron                 | Occitanie                  | inscrit    | « PA12000015 », notice no PA12000015 | 44° 04′ 36″ nord, 3° 10′ 05″ est      |       |
| Dolmen de la Vitarelle 3                                                                                             | Muret-le-Château                            | Aveyron                 | Occitanie                  | inscrit    | « PA12000016 », notice no PA12000016 | 44° 28′ 49″ nord, 2° 33′ 40″ est      |       |
| Château de Peyrelade                                                                                                 | Rivière-sur-Tarn                            | Aveyron                 | Occitanie                  | inscrit    | « PA12000012 », notice no PA12000012 | 44° 11′ 41″ nord, 3° 08′ 53″ est      |       |
| Château de Saint-Beauzély                                                                                            | Saint-Beauzély                              | Aveyron                 | Occitanie                  | inscrit    | « PA12000013 », notice no PA12000013 | 44° 09′ 51″ nord, 2° 57′ 28″ est      |       |
| Maison de tanneur | Erstein                                     | Bas-Rhin                | Grand Est                  | inscrit    | « PA67000022 », notice no PA67000022 | 48° 25′ 30″ nord, 7° 39′ 40″ est      |       |
| Église Saint-Pancrace-et-Saint-Cyriaque                                                                              | Grendelbruch                                | Bas-Rhin                | Grand Est                  | inscrit    | « PA67000025 », notice no PA67000025 | 48° 29′ 31″ nord, 7° 19′ 26″ est      |       |
| Hôtel de Wangen | Marmoutier                                  | Bas-Rhin                | Grand Est                  | inscrit    | « PA67000024 », notice no PA67000024 | 48° 41′ 30″ nord, 7° 22′ 52″ est      |       |
| Chartreuse de Molsheim                                                                                               | Molsheim                                    | Bas-Rhin                | Grand Est                  | classé     | « PA00084796 », notice no PA00084796 | 48° 32′ 35″ nord, 7° 29′ 25″ est      |       |
| Immeuble | Strasbourg                                  | Bas-Rhin                | Grand Est                  | classé     | « PA67000012 », notice no PA67000012 | 48° 34′ 56″ nord, 7° 44′ 58″ est      |       |
| Église Saint-Paul | Strasbourg                                  | Bas-Rhin                | Grand Est                  | classé     | « PA00085029 », notice no PA00085029 | 48° 35′ 10″ nord, 7° 45′ 35″ est      |       |
| Neue Bau (ancien Hôtel de ville, actuel Hôtel de la Chambre de Commerce et d'Industrie de Strasbourg et du Bas-Rhin) | Strasbourg                                  | Bas-Rhin                | Grand Est                  | classé     | « PA00085050 », notice no PA00085050 | 48° 34′ 52″ nord, 7° 44′ 54″ est      |       |
| Synagogue | Traenheim                                   | Bas-Rhin                | Grand Est                  | classé     | « PA67000014 », notice no PA67000014 | 48° 35′ 44″ nord, 7° 27′ 58″ est      |       |
| Maison du sel (ancien hôpital)                                                                                       | Wissembourg                                 | Bas-Rhin                | Grand Est                  | inscrit    | « PA67000023 », notice no PA67000023 | 49° 02′ 12″ nord, 7° 56′ 36″ est      |       |
| Église des Carmes-Déchaussés                                                                                         | Arles                                       | Bouches-du-Rhône        | Provence-Alpes-Côte d'Azur | inscrit    | « PA13000023 », notice no PA13000023 | 43° 40′ 26″ nord, 4° 37′ 17″ est      |       |
| Église Saint-Pierre-et-Saint-Paul de Mouleyrès                                                                       | Arles                                       | Bouches-du-Rhône        | Provence-Alpes-Côte d'Azur | inscrit    | « PA13000022 », notice no PA13000022 | 43° 40′ 33″ nord, 4° 38′ 09″ est      |       |
| Villa des Frères Lumière                                                                                             | La Ciotat                                   | Bouches-du-Rhône        | Provence-Alpes-Côte d'Azur | inscrit    | « PA13000024 », notice no PA13000024 | 43° 11′ 08″ nord, 5° 37′ 11″ est      |       |
| Tour et chapelle d'Entressen                                                                                         | Istres                                      | Bouches-du-Rhône        | Provence-Alpes-Côte d'Azur | inscrit    | « PA13000020 », notice no PA13000020 | 43° 35′ 53″ nord, 4° 54′ 40″ est      |       |
| Ferme-grenier fortifiée                                                                                              | Lançon-Provence                             | Bouches-du-Rhône        | Provence-Alpes-Côte d'Azur | inscrit    | « PA13000026 », notice no PA13000026 | 43° 33′ 38″ nord, 5° 09′ 36″ est      |       |
| Chaudron de l'Estaque                                                                                                | Marseille                                   | Bouches-du-Rhône        | Provence-Alpes-Côte d'Azur | inscrit    | « PA13000021 », notice no PA13000021 | 43° 21′ 39″ nord, 5° 18′ 54″ est      |       |
| Pavillon de partage des eaux des Chutes-Lavie                                                                        | Marseille                                   | Bouches-du-Rhône        | Provence-Alpes-Côte d'Azur | inscrit    | « PA13000019 », notice no PA13000019 | 43° 18′ 31″ nord, 5° 23′ 48″ est      |       |
| Château de la Motte                                                                                                  | Acqueville                                  | Calvados                | Normandie                  | classé     | « PA00111005 », notice no PA00111005 | 48° 57′ 52″ nord, 0° 22′ 20″ ouest    |       |
| Station radar | Arromanches-les-Bains                       | Calvados                | Normandie                  | inscrit    | « PA14000009 », notice no PA14000009 | 49° 19′ 51″ nord, 0° 37′ 12″ ouest    |       |
| Hôtel du Cadran | Bayeux                                      | Calvados                | Normandie                  | inscrit    | « PA14000008 », notice no PA14000008 | 49° 16′ 38″ nord, 0° 42′ 06″ ouest    |       |
| Château de Bény-sur-Mer                                                                                              | Bény-sur-Mer                                | Calvados                | Normandie                  | inscrit    | « PA14000011 », notice no PA14000011 | 49° 17′ 17″ nord, 0° 26′ 06″ ouest    |       |
| Manoir de la Luzerne                                                                                                 | Bernières-sur-Mer                           | Calvados                | Normandie                  | inscrit    | « PA14000013 », notice no PA14000013 | 49° 19′ 57″ nord, 0° 24′ 44″ ouest    |       |
| Castel Louis | Lion-sur-Mer                                | Calvados                | Normandie                  | inscrit    | « PA14000010 », notice no PA14000010 | 49° 18′ 11″ nord, 0° 18′ 56″ ouest    |       |
| Église Saint-Clément de Saint-Clément-sur-le-Vey                                                                     | Osmanville                                  | Calvados                | Normandie                  | inscrit    | « PA14000012 », notice no PA14000012 | 49° 20′ 17″ nord, 1° 05′ 57″ ouest    |       |
| Église Saint-Victor                                                                                                  | Massiac                                     | Cantal                  | Auvergne-Rhône-Alpes       | inscrit    | « PA15000008 », notice no PA15000008 | 45° 15′ 41″ nord, 3° 10′ 31″ est      |       |
| Château de Montbrun                                                                                                  | Méallet                                     | Cantal                  | Auvergne-Rhône-Alpes       | inscrit    | « PA15000009 », notice no PA15000009 | 45° 14′ 06″ nord, 2° 25′ 04″ est      |       |
| Temple protestant de Jarnac                                                                                          | Jarnac                                      | Charente                | Nouvelle-Aquitaine         | inscrit    | « PA16000013 », notice no PA16000013 | 45° 40′ 53″ nord, 0° 10′ 46″ ouest    |       |
| Château de Peyras | Roumazières-Loubert                         | Charente                | Nouvelle-Aquitaine         | inscrit    | « PA16000014 », notice no PA16000014 | 45° 52′ 18″ nord, 0° 36′ 23″ est      |       |
| Temple protestant de Segonzac                                                                                        | Segonzac                                    | Charente                | Nouvelle-Aquitaine         | inscrit    | « PA16000012 », notice no PA16000012 | 45° 37′ 12″ nord, 0° 12′ 59″ ouest    |       |
| Temple protestant de Villefagnan                                                                                     | Villefagnan                                 | Charente                | Nouvelle-Aquitaine         | inscrit    | « PA16000010 », notice no PA16000010 | 46° 00′ 48″ nord, 0° 04′ 54″ est      |       |
| Temple protestant de Cozes                                                                                           | Cozes                                       | Charente-Maritime       | Nouvelle-Aquitaine         | inscrit    | « PA17000017 », notice no PA17000017 | 45° 35′ 06″ nord, 0° 49′ 50″ ouest    |       |
| Hôpital des pèlerins de Pons                                                                                         | Pons                                        | Charente-Maritime       | Nouvelle-Aquitaine         | classé     | « PA00104846 », notice no PA00104846 | 45° 34′ 52″ nord, 0° 32′ 49″ ouest    |       |
| Église Saint-Martin de Pons                                                                                          | Pons                                        | Charente-Maritime       | Nouvelle-Aquitaine         | inscrit    | « PA17000019 », notice no PA17000019 | 45° 34′ 52″ nord, 0° 32′ 49″ ouest    |       |
| Temple protestant de Saint-Sulpice-de-Royan                                                                          | Saint-Sulpice-de-Royan                      | Charente-Maritime       | Nouvelle-Aquitaine         | inscrit    | « PA17000018 », notice no PA17000018 | 45° 40′ 27″ nord, 1° 00′ 37″ ouest    |       |
| Temple protestant | Saintes                                     | Charente-Maritime       | Nouvelle-Aquitaine         | inscrit    | « PA17000020 », notice no PA17000020 | 45° 44′ 50″ nord, 0° 38′ 16″ ouest    |       |
| Château d'Ainay-le-Vieil                                                                                             | Ainay-le-Vieil                              | Cher                    | Centre-Val de Loire        | classé     | « PA00096626 », notice no PA00096626 | 46° 40′ 05″ nord, 2° 32′ 59″ est      |       |
| Église Saint-Germain de La Celle                                                                                     | La Celle-Condé                              | Cher                    | Centre-Val de Loire        | inscrit    | « PA18000010 », notice no PA18000010 | 46° 47′ 39″ nord, 2° 11′ 04″ est      |       |
| Église Saint-Martin de Vallenay                                                                                      | Vallenay                                    | Cher                    | Centre-Val de Loire        | inscrit    | « PA18000011 », notice no PA18000011 | 46° 47′ 03″ nord, 2° 22′ 21″ est      |       |
| Église Saint-Martial de Lestards                                                                                     | Lestards                                    | Corrèze                 | Nouvelle-Aquitaine         | inscrit    | « PA19000005 », notice no PA19000005 | 45° 30′ 54″ nord, 1° 52′ 27″ est      |       |
| Château du Peuch | Ligneyrac                                   | Corrèze                 | Nouvelle-Aquitaine         | inscrit    | « PA19000004 », notice no PA19000004 | 45° 02′ 17″ nord, 1° 36′ 53″ est      |       |
| Maison des Argentières                                                                                               | Dijon                                       | Côte-d'Or               | Bourgogne-Franche-Comté    | inscrit    | « PA21000015 », notice no PA21000015 | 47° 19′ 00″ nord, 5° 03′ 22″ est      |       |
| Ancien hôtel de Rochefort ou hôtel Morel-Sauvegrain                                                                  | Dijon                                       | Côte-d'Or               | Bourgogne-Franche-Comté    | classé     | « PA00112323 », notice no PA00112323 | 47° 19′ 20″ nord, 5° 02′ 23″ est      |       |
| Château de Villeberny                                                                                                | Villeberny                                  | Côte-d'Or               | Bourgogne-Franche-Comté    | inscrit    | « PA21000014 », notice no PA21000014 | 47° 26′ 38″ nord, 4° 36′ 06″ est      |       |
| Hôtel Piget | Vitteaux                                    | Côte-d'Or               | Bourgogne-Franche-Comté    | classé     | « PA21000011 », notice no PA21000011 | 47° 23′ 48″ nord, 4° 32′ 30″ est      |       |
| Allée couverte de Corn-er-Houët                                                                                      | Caurel                                      | Côtes-d'Armor           | Bretagne                   | classé     | « PA22000001 », notice no PA22000001 | 48° 13′ 35″ nord, 3° 00′ 29″ ouest    |       |
| Chapelle de Saint-Jacut                                                                                              | Plestin-les-Grèves                          | Côtes-d'Armor           | Bretagne                   | inscrit    | « PA22000008 », notice no PA22000008 | 48° 37′ 30″ nord, 3° 38′ 55″ ouest    |       |
| Temple protestant de Chenay                                                                                          | Chenay                                      | Deux-Sèvres             | Nouvelle-Aquitaine         | inscrit    | « PA79000012 », notice no PA79000012 | 46° 19′ 25″ nord, 0° 01′ 59″ ouest    |       |
| Hôtel de Chaumont | Niort                                       | Deux-Sèvres             | Nouvelle-Aquitaine         | inscrit    | « PA79000013 », notice no PA79000013 | 46° 19′ 34″ nord, 0° 27′ 48″ ouest    |       |
| Temple protestant de Saint-Gelais                                                                                    | Saint-Gelais                                | Deux-Sèvres             | Nouvelle-Aquitaine         | inscrit    | « PA79000014 », notice no PA79000014 | 46° 23′ 02″ nord, 0° 23′ 27″ ouest    |       |
| Temple protestant de Souvigné                                                                                        | Souvigné                                    | Deux-Sèvres             | Nouvelle-Aquitaine         | inscrit    | « PA79000016 », notice no PA79000016 | 46° 22′ 25″ nord, 0° 11′ 17″ ouest    |       |
| Temple protestant de Vançais                                                                                         | Vançais                                     | Deux-Sèvres             | Nouvelle-Aquitaine         | inscrit    | « PA79000017 », notice no PA79000017 | 46° 18′ 03″ nord, 0° 03′ 13″ est      |       |
| Château de Caudon | Domme                                       | Dordogne                | Nouvelle-Aquitaine         | inscrit    | « PA24000021 », notice no PA24000021 | 44° 49′ 23″ nord, 1° 14′ 13″ est      |       |
| Maison La Recette | Paunat                                      | Dordogne                | Nouvelle-Aquitaine         | inscrit    | « PA24000023 », notice no PA24000023 | 44° 54′ 22″ nord, 0° 51′ 30″ est      |       |
| Château de La Boétie                                                                                                 | Sarlat-la-Canéda                            | Dordogne                | Nouvelle-Aquitaine         | inscrit    | « PA00082922 », notice no PA00082922 | 44° 52′ 06″ nord, 1° 12′ 37″ est      |       |
| Hôtel Gérard du Barry                                                                                                | Sarlat-la-Canéda                            | Dordogne                | Nouvelle-Aquitaine         | inscrit    | « PA00082948 », notice no PA00082948 | 44° 53′ 26″ nord, 1° 13′ 02″ est      |       |
| Château de Campagnac                                                                                                 | Sarlat-la-Canéda                            | Dordogne                | Nouvelle-Aquitaine         | inscrit    | « PA24000020 », notice no PA24000020 | 44° 55′ 26″ nord, 1° 11′ 23″ est      |       |
| Château de la Meyfrenie                                                                                              | Verteillac                                  | Dordogne                | Nouvelle-Aquitaine         | inscrit    | « PA24000022 », notice no PA24000022 | 45° 20′ 41″ nord, 0° 22′ 09″ est      |       |
| Église Saint-Vincent d'Avanne                                                                                        | Avanne-Aveney                               | Doubs                   | Bourgogne-Franche-Comté    | inscrit    | « PA25000009 », notice no PA25000009 | 47° 12′ 04″ nord, 5° 57′ 51″ est      |       |
| Église Saint-Maurice de Fessevillers                                                                                 | Fessevillers                                | Doubs                   | Bourgogne-Franche-Comté    | inscrit    | « PA25000010 », notice no PA25000010 | 47° 16′ 51″ nord, 6° 54′ 57″ est      |       |
| Château de Fourg | Fourg                                       | Doubs                   | Bourgogne-Franche-Comté    | inscrit    | « PA25000012 », notice no PA25000012 | 47° 05′ 51″ nord, 5° 48′ 46″ est      |       |
| Forge de Montagney                                                                                                   | Montagney-Servigney                         | Doubs                   | Bourgogne-Franche-Comté    | inscrit    | « PA25000013 », notice no PA25000013 | 47° 29′ 08″ nord, 6° 18′ 16″ est      |       |
| Château de La Roche                                                                                                  | Rigney                                      | Doubs                   | Bourgogne-Franche-Comté    | inscrit    | « PA00101717 », notice no PA00101717 | 47° 24′ 04″ nord, 6° 11′ 31″ est      |       |
| Grosse Maison | Les Terres-de-Chaux                         | Doubs                   | Bourgogne-Franche-Comté    | inscrit    | « PA25000011 », notice no PA25000011 | 47° 19′ 27″ nord, 6° 44′ 13″ est      |       |
| Nécropole dolménique des Prés d'Acon                                                                                 | Acon                                        | Eure                    | Normandie                  | inscrit    | « PA27000024 », notice no PA27000024 | 48° 45′ 49″ nord, 1° 05′ 54″ est      |       |
| Église Saint-Denis d'Acon                                                                                            | Acon                                        | Eure                    | Normandie                  | inscrit    | « PA27000027 », notice no PA27000027 | 48° 45′ 56″ nord, 1° 06′ 05″ est      |       |
| Manoir du Chapitre dit le Prieuré                                                                                    | Ailly                                       | Eure                    | Normandie                  | inscrit    | « PA27000030 », notice no PA27000030 | 49° 09′ 39″ nord, 1° 14′ 39″ est      |       |
| Chapelle des Minières de Beaubray                                                                                    | Beaubray                                    | Eure                    | Normandie                  | inscrit    | « PA27000025 », notice no PA27000025 | 48° 55′ 05″ nord, 0° 54′ 54″ est      |       |
| Ensemble castral de Château-sur-Epte                                                                                 | Château-sur-Epte                            | Eure                    | Normandie                  | classé     | « PA00099372 », notice no PA00099372 | 49° 11′ 52″ nord, 1° 39′ 41″ est      |       |
| Manoir de Chauvincourt                                                                                               | Chauvincourt-Provemont                      | Eure                    | Normandie                  | inscrit    | « PA00099373 », notice no PA00099373 | 49° 16′ 48″ nord, 1° 38′ 21″ est      |       |
| Église Saint-Pierre de La Selle                                                                                      | Juignettes                                  | Eure                    | Normandie                  | inscrit    | « PA27000028 », notice no PA27000028 | 48° 51′ 15″ nord, 0° 38′ 25″ est      |       |
| Immeuble de la cour Canel                                                                                            | Pont-Audemer                                | Eure                    | Normandie                  | inscrit    | « PA27000029 », notice no PA27000029 | 49° 21′ 24″ nord, 0° 30′ 58″ est      |       |
| Manoir de Kerscao | Locmaria-Plouzané                           | Finistère               | Bretagne                   | inscrit    | « PA29000034 », notice no PA29000034 | 48° 23′ 11″ nord, 4° 39′ 08″ ouest    |       |
| Théâtre municipal | Morlaix                                     | Finistère               | Bretagne                   | classé     | « PA29000007 », notice no PA29000007 | 48° 34′ 33″ nord, 3° 49′ 45″ ouest    |       |
| Immeuble | Morlaix                                     | Finistère               | Bretagne                   | inscrit    | « PA29000035 », notice no PA29000035 | 48° 34′ 37″ nord, 3° 49′ 37″ ouest    |       |
| Maison | Roscoff                                     | Finistère               | Bretagne                   | classé     | « PA29000023 », notice no PA29000023 | 48° 43′ 34″ nord, 3° 59′ 07″ ouest    |       |
| Ensemble cultuel de Trévarn                                                                                          | Saint-Urbain                                | Finistère               | Bretagne                   | inscrit    | « PA29000036 », notice no PA29000036 | 48° 22′ 59″ nord, 4° 14′ 48″ ouest    |       |
| Château d'Aubais | Aubais                                      | Gard                    | Occitanie                  | inscrit    | « PA30000015 », notice no PA30000015 | 43° 45′ 14″ nord, 4° 08′ 45″ est      |       |
| Castellas de Belvézet                                                                                                | Belvézet                                    | Gard                    | Occitanie                  | inscrit    | « PA30000017 », notice no PA30000017 | 44° 04′ 59″ nord, 4° 21′ 22″ est      |       |
| Prieuré Notre-Dame-du-Colombier de Gaujac                                                                            | Boisset-et-Gaujac                           | Gard                    | Occitanie                  | inscrit    | « PA30000013 », notice no PA30000013 | 44° 02′ 34″ nord, 4° 00′ 53″ est      |       |
| Château du Patron | Brouzet-lès-Quissac                         | Gard                    | Occitanie                  | inscrit    | « PA30000016 », notice no PA30000016 | 43° 51′ 13″ nord, 3° 59′ 15″ est      |       |
| Château de Caveirac                                                                                                  | Caveirac                                    | Gard                    | Occitanie                  | classé     | « PA00103039 », notice no PA00103039 | 43° 49′ 34″ nord, 4° 15′ 38″ est      |       |
| Aqueduc de Nîmes | Lédenon                                     | Gard                    | Occitanie                  | inscrit    | « PA30000019 », notice no PA30000019 |                                       |       |
| Château de Lézan | Lézan                                       | Gard                    | Occitanie                  | inscrit    | « PA30000020 », notice no PA30000020 | 44° 00′ 47″ nord, 4° 03′ 00″ est      |       |
| Château de Pouzilhac                                                                                                 | Pouzilhac                                   | Gard                    | Occitanie                  | inscrit    | « PA30000014 », notice no PA30000014 | 44° 02′ 30″ nord, 4° 34′ 45″ est      |       |
| Aqueduc de Nîmes | Remoulins                                   | Gard                    | Occitanie                  | inscrit    | « PA30000021 », notice no PA30000021 |                                       |       |
| Aqueduc de Nîmes | Saint-Bonnet-du-Gard                        | Gard                    | Occitanie                  | inscrit    | « PA30000022 », notice no PA30000022 |                                       |       |
| Aqueduc de Nîmes | Sernhac                                     | Gard                    | Occitanie                  | inscrit    | « PA30000018 », notice no PA30000018 |                                       |       |
| Carrière de l'Estel Sud                                                                                              | Vers-Pont-du-Gard                           | Gard                    | Occitanie                  | inscrit    | « PA30000023 », notice no PA30000023 | 43° 57′ 12″ nord, 4° 32′ 19″ est      |       |
| Église Notre-Dame d'Estang                                                                                           | Estang                                      | Gers                    | Occitanie                  | inscrit    | « PA32000006 », notice no PA32000006 | 43° 51′ 58″ nord, 0° 06′ 09″ ouest    |       |
| Église Saint-Nicolas de Nogaro                                                                                       | Nogaro                                      | Gers                    | Occitanie                  | classé     | « PA00094882 », notice no PA00094882 | 43° 45′ 26″ nord, 0° 02′ 07″ ouest    |       |
| Château de Pimbat-Cruzalet                                                                                           | Vic-Fezensac                                | Gers                    | Occitanie                  | inscrit    | « PA00094956 », notice no PA00094956 | 43° 44′ 46″ nord, 0° 20′ 49″ est      |       |
| Bourse du travail | Bordeaux                                    | Gironde                 | Nouvelle-Aquitaine         | classé     | « PA00083158 », notice no PA00083158 | 44° 49′ 56″ nord, 0° 34′ 39″ ouest    |       |
| Hôtel des archives départementales de la Gironde                                                                     | Bordeaux                                    | Gironde                 | Nouvelle-Aquitaine         | inscrit    | « PA33000018 », notice no PA33000018 | 44° 51′ 01″ nord, 0° 34′ 35″ ouest    |       |
| Grande synagogue | Bordeaux                                    | Gironde                 | Nouvelle-Aquitaine         | classé     | « PA00083914 », notice no PA00083914 | 44° 50′ 01″ nord, 0° 34′ 26″ ouest    |       |
| Château Plaisance | Macau                                       | Gironde                 | Nouvelle-Aquitaine         | classé     | « PA00125242 », notice no PA00125242 | 45° 00′ 18″ nord, 0° 35′ 12″ ouest    |       |
| Prieuré de Bardanac                                                                                                  | Pessac                                      | Gironde                 | Nouvelle-Aquitaine         | inscrit    | « PA33000019 », notice no PA33000019 | 44° 47′ 39″ nord, 0° 36′ 22″ ouest    |       |
| Palais du Conseil souverain d'Alsace, actuel tribunal de grande instance                                             | Colmar                                      | Haut-Rhin               | Grand Est                  | classé     | « PA00085404 », notice no PA00085404 | 48° 04′ 33″ nord, 7° 21′ 29″ est      |       |
| Parc de Wesserling (ancien ensemble industriel)                                                                      | Husseren-Wesserling                         | Haut-Rhin               | Grand Est                  | inscrit    | « PA68000018 », notice no PA68000018 | 47° 53′ 05″ nord, 6° 59′ 57″ est      |       |
| Tour des mineurs d'Echery (tour de l'Horloge ou prison des mineurs)                                                  | Sainte-Marie-aux-Mines                      | Haut-Rhin               | Grand Est                  | classé     | « PA00125236 », notice no PA00125236 | 48° 13′ 52″ nord, 7° 09′ 43″ est      |       |
| Salle des fêtes Grassegert                                                                                           | Wittelsheim                                 | Haut-Rhin               | Grand Est                  | inscrit    | « PA68000017 », notice no PA68000017 | 47° 47′ 34″ nord, 7° 13′ 49″ est      |       |
| Écluse du Sanglier                                                                                                   | Ayguesvives                                 | Haute-Garonne           | Occitanie                  | inscrit    | « PA31000020 », notice no PA31000020 | 43° 26′ 22″ nord, 1° 36′ 45″ est      |       |
| Pont-canal d'Ayguesvives                                                                                             | Ayguesvives                                 | Haute-Garonne           | Occitanie                  | inscrit    | « PA31000019 », notice no PA31000019 | 43° 26′ 42″ nord, 1° 36′ 03″ est      |       |
| Écluse de Castanet                                                                                                   | Castanet-Tolosan                            | Haute-Garonne           | Occitanie                  | inscrit    | « PA31000022 », notice no PA31000022 | 43° 31′ 26″ nord, 1° 31′ 07″ est      |       |
| Aqueduc de Castanet                                                                                                  | Castanet-Tolosan                            | Haute-Garonne           | Occitanie                  | inscrit    | « PA31000021 », notice no PA31000021 | 43° 30′ 15″ nord, 1° 31′ 25″ est      |       |
| Aqueduc de la Joncasse                                                                                               | Deyme                                       | Haute-Garonne           | Occitanie                  | inscrit    | « PA31000023 », notice no PA31000023 | 43° 29′ 17″ nord, 1° 32′ 38″ est      |       |
| Pont de Deyme | Deyme                                       | Haute-Garonne           | Occitanie                  | inscrit    | « PA31000024 », notice no PA31000024 | 43° 29′ 45″ nord, 1° 32′ 08″ est      |       |
| Aqueduc des Voûtes                                                                                                   | Gardouch                                    | Haute-Garonne           | Occitanie                  | inscrit    | « PA31000025 », notice no PA31000025 | 43° 23′ 10″ nord, 1° 42′ 32″ est      |       |
| Écluse de Gardouch                                                                                                   | Gardouch                                    | Haute-Garonne           | Occitanie                  | inscrit    | « PA31000026 », notice no PA31000026 | 43° 23′ 30″ nord, 1° 41′ 30″ est      |       |
| Villa romaine de Chiragan                                                                                            | Martres-Tolosane                            | Haute-Garonne           | Occitanie                  | inscrit    | « PA31000003 », notice no PA31000003 | 43° 11′ 23″ nord, 1° 00′ 48″ est      |       |
| Pont-canal de Négra                                                                                                  | Montesquieu-Lauragais                       | Haute-Garonne           | Occitanie                  | inscrit    | « PA31000027 », notice no PA31000027 | 43° 25′ 05″ nord, 1° 38′ 29″ est      |       |
| Pont d'En Serny | Montesquieu-Lauragais                       | Haute-Garonne           | Occitanie                  | inscrit    | « PA31000029 », notice no PA31000029 | 43° 25′ 36″ nord, 1° 37′ 34″ est      |       |
| Écluse de Négra | Montesquieu-Lauragais                       | Haute-Garonne           | Occitanie                  | inscrit    | « PA31000028 », notice no PA31000028 | 43° 25′ 07″ nord, 1° 38′ 28″ est      |       |
| Aqueduc de Saint-Agne                                                                                                | Ramonville-Saint-Agne                       | Haute-Garonne           | Occitanie                  | inscrit    | « PA31000030 », notice no PA31000030 | 43° 32′ 52″ nord, 1° 29′ 04″ est      |       |
| Épanchoir du Laudot                                                                                                  | Revel                                       | Haute-Garonne           | Occitanie                  | inscrit    | « PA31000031 », notice no PA31000031 | 43° 25′ 47″ nord, 1° 57′ 17″ est      |       |
| Pont du Riat | Revel                                       | Haute-Garonne           | Occitanie                  | inscrit    | « PA31000032 », notice no PA31000032 | 43° 27′ 06″ nord, 2° 00′ 13″ est      |       |
| Enceinte de la ville haute de Saint-Bertrand-de-Comminges                                                            | Saint-Bertrand-de-Comminges                 | Haute-Garonne           | Occitanie                  | inscrit    | « PA31000018 », notice no PA31000018 | 43° 01′ 40″ nord, 0° 34′ 12″ est      |       |
| Pont Vieux de Cailhavel                                                                                              | Saint-Félix-Lauragais                       | Haute-Garonne           | Occitanie                  | inscrit    | « PA31000033 », notice no PA31000033 | 43° 25′ 54″ nord, 1° 54′ 50″ est      |       |
| Écluse Saint-Pierre sur le canal de Brienne                                                                          | Toulouse                                    | Haute-Garonne           | Occitanie                  | inscrit    | « PA31000034 », notice no PA31000034 | 43° 36′ 15″ nord, 1° 26′ 03″ est      |       |
| Fabrique de céramique Giscard                                                                                        | Toulouse                                    | Haute-Garonne           | Occitanie                  | inscrit    | « PA31000016 », notice no PA31000016 | 43° 36′ 30″ nord, 1° 27′ 33″ est      |       |
| Hôtel de Puivert (ou de Puyvert)                                                                                     | Toulouse                                    | Haute-Garonne           | Occitanie                  | inscrit    | « PA00094566 », notice no PA00094566 | 43° 35′ 55″ nord, 1° 26′ 47″ est      |       |
| Château de Jean | Villariès                                   | Haute-Garonne           | Occitanie                  | inscrit    | « PA31000017 », notice no PA31000017 | 43° 44′ 35″ nord, 1° 30′ 06″ est      |       |
| Château du Chambon                                                                                                   | Cerzat                                      | Haute-Loire             | Auvergne-Rhône-Alpes       | inscrit    | « PA43000012 », notice no PA43000012 | 45° 08′ 32″ nord, 3° 28′ 04″ est      |       |
| Église Saint-Jean de Lapte                                                                                           | Lapte                                       | Haute-Loire             | Auvergne-Rhône-Alpes       | inscrit    | « PA43000011 », notice no PA43000011 | 45° 11′ 11″ nord, 4° 13′ 01″ est      |       |
| Chapelle des Pénitents de Pradelles                                                                                  | Pradelles                                   | Haute-Loire             | Auvergne-Rhône-Alpes       | inscrit    | « PA43000010 », notice no PA43000010 | 44° 46′ 08″ nord, 3° 53′ 01″ est      |       |
| Château de Champ | Saint-Hostien                               | Haute-Loire             | Auvergne-Rhône-Alpes       | inscrit    | « PA00092852 », notice no PA00092852 | 45° 04′ 27″ nord, 4° 03′ 01″ est      |       |
| Forge de Beaujeu | Beaujeu-Saint-Vallier-Pierrejux-et-Quitteur | Haute-Saône             | Bourgogne-Franche-Comté    | inscrit    | « PA70000024 », notice no PA70000024 | 47° 31′ 26″ nord, 5° 39′ 15″ est      |       |
| Château de Boult | Boult                                       | Haute-Saône             | Bourgogne-Franche-Comté    | inscrit    | « PA70000023 », notice no PA70000023 | 47° 22′ 57″ nord, 6° 00′ 05″ est      |       |
| Château de Cult | Cult                                        | Haute-Saône             | Bourgogne-Franche-Comté    | inscrit    | « PA70000026 », notice no PA70000026 | 47° 18′ 47″ nord, 5° 44′ 13″ est      |       |
| Abbaye de Lure | Lure                                        | Haute-Saône             | Bourgogne-Franche-Comté    | inscrit    | « PA00102199 », notice no PA00102199 | 47° 41′ 13″ nord, 6° 29′ 28″ est      |       |
| Maison Bouday | Montbozon                                   | Haute-Saône             | Bourgogne-Franche-Comté    | classé     | « PA70000008 », notice no PA70000008 | 47° 28′ 04″ nord, 6° 15′ 28″ est      |       |
| Abbaye de Cherlieu                                                                                                   | Montigny-lès-Cherlieu                       | Haute-Saône             | Bourgogne-Franche-Comté    | inscrit    | « PA00102229 », notice no PA00102229 | 47° 46′ 53″ nord, 5° 49′ 30″ est      |       |
| Grange cistercienne de Fontaine-Robert                                                                               | Neuvelle-lès-la-Charité                     | Haute-Saône             | Bourgogne-Franche-Comté    | inscrit    | « PA70000029 », notice no PA70000029 | 47° 33′ 16″ nord, 5° 59′ 05″ est      |       |
| Abbaye Notre-Dame-de-la-Charité                                                                                      | Neuvelle-lès-la-Charité                     | Haute-Saône             | Bourgogne-Franche-Comté    | inscrit    | « PA00135346 », notice no PA00135346 | 47° 31′ 08″ nord, 5° 56′ 09″ est      |       |
| Église Saint-Martin de Purgerot                                                                                      | Purgerot                                    | Haute-Saône             | Bourgogne-Franche-Comté    | inscrit    | « PA70000030 », notice no PA70000030 | 47° 44′ 56″ nord, 5° 59′ 54″ est      |       |
| Église de la Décollation-de-Saint-Jean-Baptiste de Traves                                                            | Traves                                      | Haute-Saône             | Bourgogne-Franche-Comté    | classé     | « PA00102277 », notice no PA00102277 | 47° 36′ 46″ nord, 5° 58′ 16″ est      |       |
| Église de la Nativité de Notre-Dame de Vauvillers                                                                    | Vauvillers                                  | Haute-Saône             | Bourgogne-Franche-Comté    | inscrit    | « PA70000031 », notice no PA70000031 | 47° 55′ 20″ nord, 6° 05′ 47″ est      |       |
| Château de Venère | Venère                                      | Haute-Saône             | Bourgogne-Franche-Comté    | inscrit    | « PA70000022 », notice no PA70000022 | 47° 21′ 36″ nord, 5° 40′ 35″ est      |       |
| Hôpital de Grammont                                                                                                  | Villersexel                                 | Haute-Saône             | Bourgogne-Franche-Comté    | inscrit    | « PA70000032 », notice no PA70000032 | 47° 33′ 11″ nord, 6° 26′ 12″ est      |       |
| Villa Monteux | Saint-Martin-Terressus                      | Haute-Vienne            | Nouvelle-Aquitaine         | inscrit    | « PA87000009 », notice no PA87000009 | 45° 54′ 24″ nord, 1° 27′ 26″ est      |       |
| Tour du Plô | Saint-Yrieix-la-Perche                      | Haute-Vienne            | Nouvelle-Aquitaine         | classé     | « PA00132887 », notice no PA00132887 | 45° 30′ 54″ nord, 1° 12′ 07″ est      |       |
| Maison des Têtes | Briançon                                    | Hautes-Alpes            | Provence-Alpes-Côte d'Azur | inscrit    | « PA05000008 », notice no PA05000008 | 44° 54′ 01″ nord, 6° 38′ 37″ est      |       |
| Château de Montmorin                                                                                                 | Montmorin                                   | Hautes-Alpes            | Provence-Alpes-Côte d'Azur | inscrit    | « PA05000009 », notice no PA05000009 | 44° 27′ 03″ nord, 5° 32′ 32″ est      |       |
| Manoir de Cohitte | Beaucens                                    | Hautes-Pyrénées         | Occitanie                  | inscrit    | « PA65000006 », notice no PA65000006 | 42° 59′ 01″ nord, 0° 03′ 37″ ouest    |       |
| Église Notre-Dame-du-Bon-Port de Gavarnie                                                                            | Gavarnie-Gèdre                              | Hautes-Pyrénées         | Occitanie                  | inscrit    | « PA65000005 », notice no PA65000005 | 42° 43′ 57″ nord, 0° 00′ 38″ ouest    |       |
| Église Saint-Martin d'Alignan-du-Vent                                                                                | Alignan-du-Vent                             | Hérault                 | Occitanie                  | inscrit    | « PA34000018 », notice no PA34000018 | 43° 28′ 15″ nord, 3° 20′ 36″ est      |       |
| Église Saint-André de Valquières                                                                                     | Dio-et-Valquières                           | Hérault                 | Occitanie                  | inscrit    | « PA34000015 », notice no PA34000015 | 43° 40′ 02″ nord, 3° 14′ 04″ est      |       |
| Église Saint-Étienne de Dio                                                                                          | Dio-et-Valquières                           | Hérault                 | Occitanie                  | inscrit    | « PA34000016 », notice no PA34000016 | 43° 40′ 09″ nord, 3° 12′ 44″ est      |       |
| Château des évêques de Montpellier                                                                                   | Lavérune                                    | Hérault                 | Occitanie                  | inscrit    | « PA00103473 », notice no PA00103473 | 43° 35′ 11″ nord, 3° 48′ 22″ est      |       |
| Château des Gaucelm                                                                                                  | Lunel                                       | Hérault                 | Occitanie                  | inscrit    | « PA34000017 », notice no PA34000017 | 43° 40′ 29″ nord, 4° 08′ 03″ est      |       |
| Écluse d'Ognon | Olonzac                                     | Hérault                 | Occitanie                  | inscrit    | « PA34000011 », notice no PA34000011 | 43° 16′ 11″ nord, 2° 44′ 19″ est      |       |
| Abbaye de Cassan | Roujan                                      | Hérault                 | Occitanie                  | classé     | « PA00103685 », notice no PA00103685 | 43° 30′ 35″ nord, 3° 17′ 17″ est      |       |
| Église Saint-Nicolas de Beaulieu                                                                                     | Beaulieu                                    | Indre                   | Centre-Val de Loire        | inscrit    | « PA36000005 », notice no PA36000005 | 46° 23′ 12″ nord, 1° 18′ 28″ est      |       |
| Église Notre-Dame de Lye                                                                                             | Lye                                         | Indre                   | Centre-Val de Loire        | inscrit    | « PA00097387 », notice no PA00097387 | 47° 13′ 37″ nord, 1° 28′ 22″ est      |       |
| Église Saint-Pierre de Pouligny-Saint-Pierre                                                                         | Pouligny-Saint-Pierre                       | Indre                   | Centre-Val de Loire        | inscrit    | « PA00097433 », notice no PA00097433 | 46° 40′ 51″ nord, 1° 02′ 24″ est      |       |
| Prieuré de Chanceaux-sur-Choisille                                                                                   | Chanceaux-sur-Choisille                     | Indre-et-Loire          | Centre-Val de Loire        | inscrit    | « PA37000004 », notice no PA37000004 | 47° 28′ 19″ nord, 0° 42′ 06″ est      |       |
| Château du Grand-Pressigny                                                                                           | Le Grand-Pressigny                          | Indre-et-Loire          | Centre-Val de Loire        | classé     | « PA00097768 », notice no PA00097768 | 46° 55′ 18″ nord, 0° 48′ 12″ est      |       |
| Maison | Tours                                       | Indre-et-Loire          | Centre-Val de Loire        | inscrit    | « PA00098214 », notice no PA00098214 | 47° 23′ 44″ nord, 0° 40′ 57″ est      |       |
| Hôtel de préfecture de l'Isère                                                                                       | Grenoble                                    | Isère                   | Auvergne-Rhône-Alpes       | classé     | « PA00135711 », notice no PA00135711 | 45° 11′ 18″ nord, 5° 43′ 57″ est      |       |
| Tour Perret | Grenoble                                    | Isère                   | Auvergne-Rhône-Alpes       | classé     | « PA00117204 », notice no PA00117204 | 45° 11′ 05″ nord, 5° 44′ 07″ est      |       |
| Château du Mollard-Rond                                                                                              | Saint-Jean-d'Avelanne                       | Isère                   | Auvergne-Rhône-Alpes       | inscrit    | « PA38000007 », notice no PA38000007 | 45° 30′ 12″ nord, 5° 39′ 35″ est      |       |
| Abbaye Saint-André-le-Haut de Vienne                                                                                 | Vienne                                      | Isère                   | Auvergne-Rhône-Alpes       | inscrit    | « PA38000008 », notice no PA38000008 | 45° 31′ 34″ nord, 4° 52′ 42″ est      |       |
| Église Saint-Jean-Baptiste de Baume-les-Messieurs                                                                    | Baume-les-Messieurs                         | Jura                    | Bourgogne-Franche-Comté    | inscrit    | « PA39000032 », notice no PA39000032 | 46° 42′ 49″ nord, 5° 38′ 08″ est      |       |
| Église Saint-Vincent de Châtenois                                                                                    | Châtenois                                   | Jura                    | Bourgogne-Franche-Comté    | inscrit    | « PA39000033 », notice no PA39000033 | 47° 08′ 46″ nord, 5° 33′ 08″ est      |       |
| Ermitage de Conliège                                                                                                 | Conliège                                    | Jura                    | Bourgogne-Franche-Comté    | inscrit    | « PA39000034 », notice no PA39000034 | 46° 39′ 36″ nord, 5° 36′ 07″ est      |       |
| Collège Saint-Jérôme                                                                                                 | Dole                                        | Jura                    | Bourgogne-Franche-Comté    | inscrit    | « PA39000035 », notice no PA39000035 | 47° 05′ 39″ nord, 5° 29′ 34″ est      |       |
| Église Saint-Aubin de Fétigny                                                                                        | Valzin en Petite Montagne                   | Jura                    | Bourgogne-Franche-Comté    | inscrit    | « PA39000036 », notice no PA39000036 | 46° 26′ 29″ nord, 5° 35′ 53″ est      |       |
| Église de l'Assomption-de-Notre-Dame de Sézéria                                                                      | Orgelet                                     | Jura                    | Bourgogne-Franche-Comté    | inscrit    | « PA39000037 », notice no PA39000037 | 46° 31′ 04″ nord, 5° 34′ 34″ est      |       |
| Château de Vaux-sur-Poligny                                                                                          | Vaux-sur-Poligny                            | Jura                    | Bourgogne-Franche-Comté    | inscrit    | « PA39000038 », notice no PA39000038 | 46° 49′ 29″ nord, 5° 43′ 27″ est      |       |
| Église Saint-Jean-Baptiste de Bourdalat                                                                              | Bourdalat                                   | Landes                  | Nouvelle-Aquitaine         | inscrit    | « PA40000023 », notice no PA40000023 | 43° 50′ 23″ nord, 0° 12′ 36″ ouest    |       |
| Église Saint-André de Bouau                                                                                          | Parleboscq                                  | Landes                  | Nouvelle-Aquitaine         | inscrit    | « PA40000024 », notice no PA40000024 | 43° 55′ 48″ nord, 0° 03′ 53″ est      |       |
| Église Notre-Dame de Mauras                                                                                          | Parleboscq                                  | Landes                  | Nouvelle-Aquitaine         | inscrit    | « PA40000026 », notice no PA40000026 | 43° 54′ 57″ nord, 0° 04′ 28″ est      |       |
| Église Saint-Martin d'Espérous                                                                                       | Parleboscq                                  | Landes                  | Nouvelle-Aquitaine         | inscrit    | « PA40000025 », notice no PA40000025 | 43° 58′ 08″ nord, 0° 02′ 28″ est      |       |
| Collégiale Saint-Barthélemy de Pimbo                                                                                 | Pimbo                                       | Landes                  | Nouvelle-Aquitaine         | inscrit    | « PA00083998 », notice no PA00083998 | 43° 34′ 29″ nord, 0° 22′ 31″ ouest    |       |
| Église Saint-Barthélemy de Poyartin                                                                                  | Poyartin                                    | Landes                  | Nouvelle-Aquitaine         | inscrit    | « PA40000027 », notice no PA40000027 | 43° 41′ 09″ nord, 0° 52′ 02″ ouest    |       |
| Barrage des Maselles                                                                                                 | Thésée                                      | Loir-et-Cher            | Centre-Val de Loire        | inscrit    | « PA41000013 », notice no PA41000013 | 47° 19′ 43″ nord, 1° 17′ 16″ est      |       |
| Maison de François Ier                                                                                               | Saint-Étienne                               | Loire                   | Auvergne-Rhône-Alpes       | classé     | « PA00117603 », notice no PA00117603 | 45° 26′ 10″ nord, 4° 23′ 08″ est      |       |
| Théâtre Graslin | Nantes                                      | Loire-Atlantique        | Pays de la Loire           | inscrit    | « PA00108760 », notice no PA00108760 | 47° 12′ 49″ nord, 1° 33′ 44″ ouest    |       |
| Château de la Noë Bel-Air                                                                                            | Vallet                                      | Loire-Atlantique        | Pays de la Loire           | inscrit    | « PA00108838 », notice no PA00108838 | 47° 10′ 42″ nord, 1° 17′ 16″ ouest    |       |
| Palais Briau | Varades                                     | Loire-Atlantique        | Pays de la Loire           | inscrit    | « PA44000022 », notice no PA44000022 | 47° 23′ 06″ nord, 1° 01′ 48″ ouest    |       |
| Tuilerie d'Alosse | Marcilly-en-Villette                        | Loiret                  | Centre-Val de Loire        | inscrit    | « PA45000006 », notice no PA45000006 | 47° 46′ 16″ nord, 2° 04′ 04″ est      |       |
| Tuilerie du Vieux-Bourg                                                                                              | Saint-Pryvé-Saint-Mesmin                    | Loiret                  | Centre-Val de Loire        | inscrit    | « PA45000004 », notice no PA45000004 | 47° 53′ 32″ nord, 1° 52′ 32″ est      |       |
| Phosphatière du Cloup d'Aural                                                                                        | Bach                                        | Lot                     | Occitanie                  | inscrit    | « PA46000038 », notice no PA46000038 | 44° 21′ 09″ nord, 1° 41′ 25″ est      |       |
| Prieuré Saint-Jean de Catus                                                                                          | Catus                                       | Lot                     | Occitanie                  | classé     | « PA00095053 », notice no PA00095053 | 44° 33′ 22″ nord, 1° 20′ 09″ est      |       |
| Pigeonnier de Laguille                                                                                               | Rocamadour                                  | Lot                     | Occitanie                  | inscrit    | « PA46000007 », notice no PA46000007 | 44° 47′ 50″ nord, 1° 37′ 08″ est      |       |
| Maison forte de Capchicot                                                                                            | Allons                                      | Lot-et-Garonne          | Nouvelle-Aquitaine         | inscrit    | « PA47000034 », notice no PA47000034 | 44° 11′ 02″ nord, 0° 02′ 32″ ouest    |       |
| Église Sainte-Foy de Blaymont                                                                                        | Blaymont                                    | Lot-et-Garonne          | Nouvelle-Aquitaine         | inscrit    | « PA47000033 », notice no PA47000033 | 44° 18′ 12″ nord, 0° 50′ 06″ est      |       |
| Café-restaurant de la Paix                                                                                           | Bruch                                       | Lot-et-Garonne          | Nouvelle-Aquitaine         | inscrit    | « PA47000038 », notice no PA47000038 | 44° 12′ 16″ nord, 0° 24′ 40″ est      |       |
| Église Notre-Dame-de-l'Assomption de Casteljaloux                                                                    | Casteljaloux                                | Lot-et-Garonne          | Nouvelle-Aquitaine         | inscrit    | « PA47000036 », notice no PA47000036 | 44° 18′ 50″ nord, 0° 05′ 26″ est      |       |
| Couvent des Cordeliers de Casteljaloux                                                                               | Casteljaloux                                | Lot-et-Garonne          | Nouvelle-Aquitaine         | inscrit    | « PA47000035 », notice no PA47000035 | 44° 18′ 53″ nord, 0° 05′ 23″ est      |       |
| Café le Sébastopol                                                                                                   | Granges-sur-Lot                             | Lot-et-Garonne          | Nouvelle-Aquitaine         | inscrit    | « PA47000030 », notice no PA47000030 | 44° 22′ 36″ nord, 0° 27′ 56″ est      |       |
| Château de Lacam | Massels                                     | Lot-et-Garonne          | Nouvelle-Aquitaine         | inscrit    | « PA47000031 », notice no PA47000031 | 44° 19′ 30″ nord, 0° 51′ 08″ est      |       |
| Maison à empilage de poutres de Lonzaygues                                                                           | Rives                                       | Lot-et-Garonne          | Nouvelle-Aquitaine         | classé     | « PA00084294 », notice no PA00084294 | 44° 39′ 04″ nord, 0° 43′ 51″ est      |       |
| Église Saint-Pierre del Pech de Saint-Maurin                                                                         | Saint-Maurin                                | Lot-et-Garonne          | Nouvelle-Aquitaine         | inscrit    | « PA47000032 », notice no PA47000032 | 44° 12′ 26″ nord, 0° 53′ 30″ est      |       |
| Église du Martyre-de-Saint-Jean-Baptiste de Seyches                                                                  | Seyches                                     | Lot-et-Garonne          | Nouvelle-Aquitaine         | inscrit    | « PA47000037 », notice no PA47000037 | 44° 33′ 06″ nord, 0° 18′ 19″ est      |       |
| Église Saint-Amans de Tayrac                                                                                         | Tayrac                                      | Lot-et-Garonne          | Nouvelle-Aquitaine         | inscrit    | « PA47000029 », notice no PA47000029 | 44° 11′ 51″ nord, 0° 50′ 33″ est      |       |
| Château de Grandlac                                                                                                  | Laval-du-Tarn                               | Lozère                  | Occitanie                  | inscrit    | « PA48000005 », notice no PA48000005 | 44° 24′ 22″ nord, 3° 19′ 40″ est      |       |
| Château de Combettes                                                                                                 | Ribennes                                    | Lozère                  | Occitanie                  | inscrit    | « PA48000004 », notice no PA48000004 | 44° 39′ 23″ nord, 3° 21′ 50″ est      |       |
| Château de Saint-Hénis                                                                                               | Le Lion-d'Angers                            | Maine-et-Loire          | Pays de la Loire           | inscrit    | « PA00108858 », notice no PA00108858 | 47° 40′ 28″ nord, 0° 47′ 06″ ouest    |       |
| Maison bleue | Angers                                      | Maine-et-Loire          | Pays de la Loire           | inscrit    | « PA49000016 », notice no PA49000016 | 47° 28′ 11″ nord, 0° 32′ 58″ ouest    |       |
| Hôtel Bitault de la Raimberdière                                                                                     | Angers                                      | Maine-et-Loire          | Pays de la Loire           | inscrit    | « PA49000015 », notice no PA49000015 | 47° 28′ 23″ nord, 0° 32′ 56″ ouest    |       |
| Château de Clefs | Baugé-en-Anjou                              | Maine-et-Loire          | Pays de la Loire           | inscrit    | « PA49000017 », notice no PA49000017 | 47° 37′ 38″ nord, 0° 04′ 12″ ouest    |       |
| Seigneurie | Doué-en-Anjou                               | Maine-et-Loire          | Pays de la Loire           | inscrit    | « PA49000018 », notice no PA49000018 | 47° 11′ 02″ nord, 0° 15′ 33″ ouest    |       |
| Abbaye de Fontevraud                                                                                                 | Fontevraud-l'Abbaye                         | Maine-et-Loire          | Pays de la Loire           | inscrit    | « PA00109109 », notice no PA00109109 | 47° 10′ 53″ nord, 0° 03′ 05″ est      |       |
| Château de Plain-Marais (façades et toitures, douves avec leur pont et les balustres)                                | Beuzeville-la-Bastille                      | Manche                  | Normandie                  | inscrit    | « PA00110338 », notice no PA00110338 | 49° 21′ 10″ nord, 1° 22′ 21″ ouest    |       |
| Manoir du Bois Adam                                                                                                  | La Chapelle-Urée                            | Manche                  | Normandie                  | inscrit    | « PA50000009 », notice no PA50000009 | 48° 39′ 26″ nord, 1° 08′ 08″ ouest    |       |
| Château des Ifs | Montsûrs                                    | Mayenne                 | Pays de la Loire           | inscrit    | « PA53000011 », notice no PA53000011 | 48° 07′ 42″ nord, 0° 34′ 30″ ouest    |       |
| Église Saint-Pierre de Parné-sur-Roc                                                                                 | Parné-sur-Roc                               | Mayenne                 | Pays de la Loire           | inscrit    | « PA00109575 », notice no PA00109575 | 48° 00′ 21″ nord, 0° 40′ 07″ ouest    |       |
| Site archéologique du Premier Silorit                                                                                | Deneuvre                                    | Meurthe-et-Moselle      | Grand Est                  | inscrit    | « PA54000013 », notice no PA54000013 | 48° 26′ 13″ nord, 6° 44′ 14″ est      |       |
| Site archéologique d'Essey-lès-Nancy                                                                                 | Essey-lès-Nancy                             | Meurthe-et-Moselle      | Grand Est                  | inscrit    | « PA54000014 », notice no PA54000014 | 48° 42′ 58″ nord, 6° 13′ 39″ est      |       |
| Château de Montaigu                                                                                                  | Laneuveville-devant-Nancy                   | Meurthe-et-Moselle      | Grand Est                  | inscrit    | « PA00106055 », notice no PA00106055 | 48° 39′ 48″ nord, 6° 12′ 57″ est      |       |
| Château de Lunéville                                                                                                 | Lunéville                                   | Meurthe-et-Moselle      | Grand Est                  | classé     | « PA00106079 », notice no PA00106079 | 48° 35′ 41″ nord, 6° 29′ 30″ est      |       |
| Camp d'Affrique | Messein                                     | Meurthe-et-Moselle      | Grand Est                  | inscrit    | « PA54000015 », notice no PA54000015 | 48° 37′ 08″ nord, 6° 08′ 42″ est      |       |
| Immeuble | Nancy                                       | Meurthe-et-Moselle      | Grand Est                  | classé     | « PA00106195 », notice no PA00106195 | 48° 41′ 11″ nord, 6° 10′ 04″ est      |       |
| Immeuble | Nancy                                       | Meurthe-et-Moselle      | Grand Est                  | inscrit    | « PA54000011 », notice no PA54000011 | 48° 41′ 24″ nord, 6° 11′ 05″ est      |       |
| Parc Corbin | Nancy                                       | Meurthe-et-Moselle      | Grand Est                  | inscrit    | « PA54000010 », notice no PA54000010 | 48° 40′ 49″ nord, 6° 09′ 57″ est      |       |
| Grange du Sart de Trieux                                                                                             | Trieux                                      | Meurthe-et-Moselle      | Grand Est                  | inscrit    | « PA54000012 », notice no PA54000012 | 49° 19′ 25″ nord, 5° 57′ 06″ est      |       |
| Hôtel de Tavagny | Vézelise                                    | Meurthe-et-Moselle      | Grand Est                  | inscrit    | « PA00106433 », notice no PA00106433 | 48° 29′ 13″ nord, 6° 05′ 13″ est      |       |
| Ermitage de Saint-Rouin                                                                                              | Beaulieu-en-Argonne                         | Meuse                   | Grand Est                  | classé     | « PA00132765 », notice no PA00132765 | 49° 02′ 10″ nord, 5° 01′ 56″ est      |       |
| Pharmacie Malard | Commercy                                    | Meuse                   | Grand Est                  | classé     | « PA55000012 », notice no PA55000012 | 48° 45′ 43″ nord, 5° 35′ 35″ est      |       |
| Hôpital Saint-Charles                                                                                                | Commercy                                    | Meuse                   | Grand Est                  | inscrit    | « PA55000017 », notice no PA55000017 | 48° 45′ 36″ nord, 5° 35′ 14″ est      |       |
| Kaiser-Tunnel | Lachalade                                   | Meuse                   | Grand Est                  | inscrit    | « PA55000014 », notice no PA55000014 | 49° 11′ 26″ nord, 4° 59′ 30″ est      |       |
| Refuge de l'abbaye d'Orval                                                                                           | Marville                                    | Meuse                   | Grand Est                  | inscrit    | « PA00106572 », notice no PA00106572 | 49° 27′ 12″ nord, 5° 27′ 26″ est      |       |
| Mairie-lavoir de Mont-devant-Sassey                                                                                  | Mont-devant-Sassey                          | Meuse                   | Grand Est                  | inscrit    | « PA55000015 », notice no PA55000015 | 49° 24′ 35″ nord, 5° 10′ 03″ est      |       |
| Chemin de croix de Benoîte-Vaux                                                                                      | Rambluzin-et-Benoite-Vaux                   | Meuse                   | Grand Est                  | inscrit    | « PA55000016 », notice no PA55000016 | 48° 58′ 37″ nord, 5° 21′ 18″ est      |       |
| Château du Tertre | Tronville-en-Barrois                        | Meuse                   | Grand Est                  | inscrit    | « PA55000013 », notice no PA55000013 | 48° 43′ 14″ nord, 5° 16′ 49″ est      |       |
| Manoir de Kercadio                                                                                                   | Erdeven                                     | Morbihan                | Bretagne                   | inscrit    | « PA56000016 », notice no PA56000016 | 47° 38′ 30″ nord, 3° 08′ 16″ ouest    |       |
| Abbaye de Saint-Jean-des-Prés                                                                                        | Guillac                                     | Morbihan                | Bretagne                   | classé     | « PA00091260 », notice no PA00091260 | 47° 56′ 39″ nord, 2° 32′ 20″ ouest    |       |
| Manoir de Saint-Quijeau                                                                                              | Lanvénégen                                  | Morbihan                | Bretagne                   | inscrit    | « PA56000017 », notice no PA56000017 | 47° 59′ 24″ nord, 3° 31′ 20″ ouest    |       |
| Chapelle Notre-Dame de Crénénan                                                                                      | Ploërdut                                    | Morbihan                | Bretagne                   | inscrit    | « PA56000018 », notice no PA56000018 | 48° 04′ 57″ nord, 3° 13′ 49″ ouest    |       |
| Château d'Arry | Arry                                        | Moselle                 | Grand Est                  | classé     | « PA57000001 », notice no PA57000001 | 48° 59′ 46″ nord, 6° 03′ 25″ est      |       |
| Site archéologique de La Maxe                                                                                        | La Maxe                                     | Moselle                 | Grand Est                  | inscrit    | « PA57000016 », notice no PA57000016 | 49° 10′ 06″ nord, 6° 11′ 42″ est      |       |
| Église Sainte-Thérèse-de-l'Enfant-Jésus                                                                              | Metz                                        | Moselle                 | Grand Est                  | classé     | « PA00107056 », notice no PA00107056 | 49° 06′ 22″ nord, 6° 10′ 01″ est      |       |
| Carreau minier Vuillemin-Wendel                                                                                      | Petite-Rosselle                             | Moselle                 | Grand Est                  | inscrit    | « PA57000018 », notice no PA57000018 | 49° 12′ 16″ nord, 6° 51′ 50″ est      |       |
| Casino de la Faïencerie                                                                                              | Sarreguemines                               | Moselle                 | Grand Est                  | inscrit    | « PA57000017 », notice no PA57000017 | 49° 06′ 39″ nord, 7° 04′ 23″ est      |       |
| Prieuré de Viviers                                                                                                   | Viviers                                     | Moselle                 | Grand Est                  | inscrit    | « PA57000014 », notice no PA57000014 | 48° 53′ 18″ nord, 6° 26′ 11″ est      |       |
| Maison forte d'Alligny-en-Morvan                                                                                     | Alligny-en-Morvan                           | Nièvre                  | Bourgogne-Franche-Comté    | inscrit    | « PA58000011 », notice no PA58000011 | 47° 11′ 59″ nord, 4° 10′ 26″ est      |       |
| Église Saint-Caradeuc de Donzy                                                                                       | Donzy                                       | Nièvre                  | Bourgogne-Franche-Comté    | inscrit    | « PA58000009 », notice no PA58000009 | 47° 22′ 11″ nord, 3° 07′ 36″ est      |       |
| Chapelle Saint-Gengoult                                                                                              | Larochemillay                               | Nièvre                  | Bourgogne-Franche-Comté    | inscrit    | « PA58000012 », notice no PA58000012 | 46° 52′ 06″ nord, 3° 59′ 05″ est      |       |
| Château des Bordes                                                                                                   | Urzy                                        | Nièvre                  | Bourgogne-Franche-Comté    | inscrit    | « PA00113037 », notice no PA00113037 | 47° 03′ 13″ nord, 3° 12′ 46″ est      |       |
| Château de Vandenesse                                                                                                | Vandenesse                                  | Nièvre                  | Bourgogne-Franche-Comté    | inscrit    | « PA58000010 », notice no PA58000010 | 46° 54′ 37″ nord, 3° 45′ 37″ est      |       |
| Maison | Dunkerque                                   | Nord                    | Hauts-de-France            | inscrit    | « PA59000012 », notice no PA59000012 | 51° 01′ 58″ nord, 2° 22′ 35″ est      |       |
| Hôtel particulier (62, boulevard du Général de Gaulle, Roubaix)                                                      | Roubaix                                     | Nord                    | Hauts-de-France            | inscrit    | « PA59000030 », notice no PA59000030 | 50° 41′ 03″ nord, 3° 10′ 15″ est      |       |
| Maison | Roubaix                                     | Nord                    | Hauts-de-France            | inscrit    | « PA59000024 », notice no PA59000024 | 50° 41′ 00″ nord, 3° 09′ 44″ est      |       |
| Hôtel particulier (56, boulevard du Général de Gaulle, Roubaix)                                                      | Roubaix                                     | Nord                    | Hauts-de-France            | inscrit    | « PA59000028 », notice no PA59000028 | 50° 41′ 04″ nord, 3° 10′ 15″ est      |       |
| Hôtel particulier (78-78 bis, boulevard du Général-de-Gaulle, Roubaix)                                               | Roubaix                                     | Nord                    | Hauts-de-France            | inscrit    | « PA59000036 », notice no PA59000036 | 50° 41′ 00″ nord, 3° 10′ 11″ est      |       |
| Hôtel particulier (86, boulevard du Général-de-Gaulle, Roubaix)                                                      | Roubaix                                     | Nord                    | Hauts-de-France            | inscrit    | « PA59000038 », notice no PA59000038 | 50° 40′ 59″ nord, 3° 10′ 09″ est      |       |
| Teinturerie Millecamps                                                                                               | Roubaix                                     | Nord                    | Hauts-de-France            | inscrit    | « PA59000017 », notice no PA59000017 | 50° 41′ 59″ nord, 3° 10′ 39″ est      |       |
| Maison de Rémy Cogghe                                                                                                | Roubaix                                     | Nord                    | Hauts-de-France            | inscrit    | « PA59000022 », notice no PA59000022 | 50° 41′ 24″ nord, 3° 09′ 58″ est      |       |
| Maison | Roubaix                                     | Nord                    | Hauts-de-France            | inscrit    | « PA59000019 », notice no PA59000019 | 50° 41′ 02″ nord, 3° 09′ 55″ est      |       |
| Réservoirs à eau du Huchon                                                                                           | Roubaix                                     | Nord                    | Hauts-de-France            | inscrit    | « PA59000014 », notice no PA59000014 | 50° 40′ 44″ nord, 3° 10′ 15″ est      |       |
| Hôtel Motte-Lagache                                                                                                  | Roubaix                                     | Nord                    | Hauts-de-France            | inscrit    | « PA59000031 », notice no PA59000031 | 50° 41′ 03″ nord, 3° 10′ 13″ est      |       |
| Courées Dubar et Dekien                                                                                              | Roubaix                                     | Nord                    | Hauts-de-France            | inscrit    | « PA59000018 », notice no PA59000018 | 50° 41′ 12″ nord, 3° 10′ 31″ est      |       |
| Usine Delattre | Roubaix                                     | Nord                    | Hauts-de-France            | inscrit    | « PA59000016 », notice no PA59000016 | 50° 41′ 21″ nord, 3° 10′ 17″ est      |       |
| Bâtiment du conditionnement                                                                                          | Roubaix                                     | Nord                    | Hauts-de-France            | inscrit    | « PA59000015 », notice no PA59000015 | 50° 41′ 28″ nord, 3° 11′ 19″ est      |       |
| Hospice Barbieux | Roubaix                                     | Nord                    | Hauts-de-France            | inscrit    | « PA59000013 », notice no PA59000013 | 50° 40′ 51″ nord, 3° 10′ 15″ est      |       |
| Maison | Roubaix                                     | Nord                    | Hauts-de-France            | inscrit    | « PA59000021 », notice no PA59000021 | 50° 41′ 49″ nord, 3° 11′ 04″ est      |       |
| Hôtel Prouvost | Roubaix                                     | Nord                    | Hauts-de-France            | inscrit    | « PA59000027 », notice no PA59000027 | 50° 41′ 29″ nord, 3° 10′ 06″ est      |       |
| Maison | Roubaix                                     | Nord                    | Hauts-de-France            | inscrit    | « PA59000025 », notice no PA59000025 | 50° 41′ 25″ nord, 3° 10′ 25″ est      |       |
| Hôtel particulier (58, boulevard du Général-de-Gaulle, Roubaix)                                                      | Roubaix                                     | Nord                    | Hauts-de-France            | inscrit    | « PA59000029 », notice no PA59000029 | 50° 41′ 04″ nord, 3° 10′ 15″ est      |       |
| Hôtel particulier (72, boulevard du Général-de-Gaulle, Roubaix)                                                      | Roubaix                                     | Nord                    | Hauts-de-France            | inscrit    | « PA59000034 », notice no PA59000034 | 50° 41′ 01″ nord, 3° 10′ 12″ est      |       |
| Hôtel de ville | Roubaix                                     | Nord                    | Hauts-de-France            | inscrit    | « PA59000020 », notice no PA59000020 | 50° 41′ 28″ nord, 3° 10′ 26″ est      |       |
| Palais de justice | Roubaix                                     | Nord                    | Hauts-de-France            | inscrit    | « PA59000026 », notice no PA59000026 | 50° 41′ 30″ nord, 3° 09′ 58″ est      |       |
| Maison de Pierre Neveux                                                                                              | Roubaix                                     | Nord                    | Hauts-de-France            | inscrit    | « PA59000023 », notice no PA59000023 | 50° 40′ 40″ nord, 3° 10′ 15″ est      |       |
| Hôtel particulier (66, boulevard du Général-de-Gaulle, Roubaix)                                                      | Roubaix                                     | Nord                    | Hauts-de-France            | inscrit    | « PA59000032 », notice no PA59000032 | 50° 41′ 02″ nord, 3° 10′ 13″ est      |       |
| Hôtel particulier (70, boulevard du Général-de-Gaulle, Roubaix)                                                      | Roubaix                                     | Nord                    | Hauts-de-France            | inscrit    | « PA59000033 », notice no PA59000033 | 50° 41′ 02″ nord, 3° 10′ 13″ est      |       |
| Hôtel particulier (84, boulevard du Général-de-Gaulle, Roubaix)                                                      | Roubaix                                     | Nord                    | Hauts-de-France            | inscrit    | « PA59000037 », notice no PA59000037 | 50° 40′ 59″ nord, 3° 10′ 10″ est      |       |
| Hôtel particulier (76, boulevard du Général-de-Gaulle, Roubaix)                                                      | Roubaix                                     | Nord                    | Hauts-de-France            | inscrit    | « PA59000035 », notice no PA59000035 | 50° 41′ 01″ nord, 3° 10′ 12″ est      |       |
| Banque Joire (élévation, écurie, vestibule, bureau, sellerie, escalier, verrière en couverture, coupole)             | Tourcoing                                   | Nord                    | Hauts-de-France            | inscrit    | « PA59000039 », notice no PA59000039 | 50° 43′ 20″ nord, 3° 09′ 20″ est      |       |
| Chambrerie de Béthisy-Saint-Pierre                                                                                   | Béthisy-Saint-Pierre                        | Oise                    | Hauts-de-France            | inscrit    | « PA60000012 », notice no PA60000012 | 49° 18′ 10″ nord, 2° 48′ 41″ est      |       |
| Prieuré Saint-Nicolas de Bonneuil-les-Eaux                                                                           | Bonneuil-les-Eaux                           | Oise                    | Hauts-de-France            | inscrit    | « PA60000013 », notice no PA60000013 | 49° 40′ 45″ nord, 2° 13′ 51″ est      |       |
| Château d'eau | Chamant                                     | Oise                    | Hauts-de-France            | inscrit    | « PA60000014 », notice no PA60000014 | 49° 14′ 01″ nord, 2° 35′ 27″ est      |       |
| Hôtel particulier | Clermont                                    | Oise                    | Hauts-de-France            | inscrit    | « PA60000015 », notice no PA60000015 | 49° 22′ 42″ nord, 2° 24′ 58″ est      |       |
| Château de Courcelles-lès-Gisors                                                                                     | Courcelles-lès-Gisors                       | Oise                    | Hauts-de-France            | inscrit    | « PA60000016 », notice no PA60000016 | 49° 15′ 31″ nord, 1° 44′ 26″ est      |       |
| Monument commémoratif français de la Première Guerre Mondiale                                                        | Cuise-la-Motte                              | Oise                    | Hauts-de-France            | classé     | « PA60000006 », notice no PA60000006 | 49° 23′ 08″ nord, 3° 00′ 41″ est      |       |
| Atelier de Pissarro                                                                                                  | Éragny-sur-Epte                             | Oise                    | Hauts-de-France            | inscrit    | « PA60000017 », notice no PA60000017 | 49° 18′ 48″ nord, 1° 46′ 31″ est      |       |
| Église Saint-Fuscien de Frocourt                                                                                     | Frocourt                                    | Oise                    | Hauts-de-France            | inscrit    | « PA60000018 », notice no PA60000018 | 49° 23′ 03″ nord, 2° 05′ 24″ est      |       |
| Site néolithique de Pont-Sainte-Maxence                                                                              | Pont-Sainte-Maxence                         | Oise                    | Hauts-de-France            | inscrit    | « PA60000011 », notice no PA60000011 | 49° 19′ 34″ nord, 2° 38′ 02″ est      |       |
| Château de Tartigny                                                                                                  | Tartigny                                    | Oise                    | Hauts-de-France            | inscrit    | « PA60000010 », notice no PA60000010 | 49° 38′ 07″ nord, 2° 21′ 34″ est      |       |
| Église Saint-Cyr-et-Sainte-Julitte de Saint-Cyr-d'Estrancourt                                                        | Avernes-Saint-Gourgon                       | Orne                    | Normandie                  | inscrit    | « PA61000013 », notice no PA61000013 | 48° 55′ 37″ nord, 0° 20′ 44″ est      |       |
| Manoir du Jarossay                                                                                                   | Courgeoût                                   | Orne                    | Normandie                  | inscrit    | « PA61000012 », notice no PA61000012 | 48° 29′ 55″ nord, 0° 30′ 51″ est      |       |
| Château de Prulay | Saint-Langis-lès-Mortagne                   | Orne                    | Normandie                  | inscrit    | « PA61000011 », notice no PA61000011 | 48° 29′ 48″ nord, 0° 31′ 41″ est      |       |
| Église Saint-Médard de Saint-Mard-de-Réno                                                                            | Saint-Mard-de-Réno                          | Orne                    | Normandie                  | inscrit    | « PA61000014 », notice no PA61000014 | 48° 30′ 35″ nord, 0° 38′ 00″ est      |       |
| Manoir des Perrignes                                                                                                 | Saint-Maurice-sur-Huisne                    | Orne                    | Normandie                  | inscrit    | « PA61000015 », notice no PA61000015 | 48° 26′ 05″ nord, 0° 42′ 19″ est      |       |
| Manoir de Mebzon | Sept-Forges                                 | Orne                    | Normandie                  | inscrit    | « PA61000016 », notice no PA61000016 | 48° 30′ 33″ nord, 0° 30′ 37″ ouest    |       |
| Immeuble | 10e arrondissement de Paris                 | Paris                   | Île-de-France              | inscrit    | « PA75100003 », notice no PA75100003 | 48° 52′ 40″ nord, 2° 21′ 04″ est      |       |
| Immeuble | 10e arrondissement de Paris                 | Paris                   | Île-de-France              | inscrit    | « PA75100006 », notice no PA75100006 | 48° 52′ 41″ nord, 2° 21′ 04″ est      |       |
| Immeuble | 10e arrondissement de Paris                 | Paris                   | Île-de-France              | inscrit    | « PA75100005 », notice no PA75100005 | 48° 52′ 40″ nord, 2° 21′ 04″ est      |       |
| Immeuble | 10e arrondissement de Paris                 | Paris                   | Île-de-France              | inscrit    | « PA75100001 », notice no PA75100001 | 48° 52′ 39″ nord, 2° 21′ 05″ est      |       |
| Immeuble | 10e arrondissement de Paris                 | Paris                   | Île-de-France              | inscrit    | « PA75100002 », notice no PA75100002 | 48° 52′ 39″ nord, 2° 21′ 06″ est      |       |
| Immeuble | 10e arrondissement de Paris                 | Paris                   | Île-de-France              | inscrit    | « PA75100004 », notice no PA75100004 | 48° 52′ 39″ nord, 2° 21′ 07″ est      |       |
| Cimetière de Picpus                                                                                                  | 12e arrondissement de Paris                 | Paris                   | Île-de-France              | inscrit    | « PA75120002 », notice no PA75120002 | 48° 50′ 38″ nord, 2° 24′ 00″ est      |       |
| Fondation Deutsch de la Meurthe                                                                                      | 14e arrondissement de Paris                 | Paris                   | Île-de-France              | inscrit    | « PA75140003 », notice no PA75140003 | 48° 49′ 14″ nord, 2° 20′ 07″ est      |       |
| Jardin des serres d'Auteuil                                                                                          | 16e arrondissement de Paris                 | Paris                   | Île-de-France              | inscrit    | « PA75160002 », notice no PA75160002 | 48° 50′ 52″ nord, 2° 15′ 08″ est      |       |
| Piscine Pailleron | 19e arrondissement de Paris                 | Paris                   | Île-de-France              | inscrit    | « PA75190002 », notice no PA75190002 | 48° 52′ 50″ nord, 2° 22′ 40″ est      |       |
| Immeuble | 1er arrondissement de Paris                 | Paris                   | Île-de-France              | inscrit    | « PA75010008 », notice no PA75010008 | 48° 52′ 05″ nord, 2° 19′ 52″ est      |       |
| Immeuble | 1er arrondissement de Paris                 | Paris                   | Île-de-France              | inscrit    | « PA75010007 », notice no PA75010007 | 48° 52′ 04″ nord, 2° 19′ 55″ est      |       |
| Restaurant L'Escargot Montorgueil                                                                                    | 1er arrondissement de Paris                 | Paris                   | Île-de-France              | inscrit    | « PA75010006 », notice no PA75010006 | 48° 51′ 51″ nord, 2° 20′ 48″ est      |       |
| Piscine Pontoise | 5e arrondissement de Paris                  | Paris                   | Île-de-France              | inscrit    | « PA75050001 », notice no PA75050001 | 48° 50′ 57″ nord, 2° 21′ 06″ est      |       |
| Lycée Henri-IV | 5e arrondissement de Paris                  | Paris                   | Île-de-France              | classé     | « PA00088391 », notice no PA00088391 | 48° 50′ 46″ nord, 2° 20′ 51″ est      |       |
| Académie de Chirurgie (actuelle Bibliothèque interuniversitaire santé)                                               | 6e arrondissement de Paris                  | Paris                   | Île-de-France              | classé     | « PA00088515 », notice no PA00088515 | 48° 51′ 05″ nord, 2° 20′ 27″ est      |       |
| Hôtel de Marsilly | 6e arrondissement de Paris                  | Paris                   | Île-de-France              | classé     | « PA00088566 », notice no PA00088566 | 48° 51′ 03″ nord, 2° 19′ 42″ est      |       |
| Maison | Arras                                       | Pas-de-Calais           | Hauts-de-France            | inscrit    | « PA00108045 », notice no PA00108045 | 50° 17′ 35″ nord, 2° 46′ 50″ est      |       |
| Maison | Arras                                       | Pas-de-Calais           | Hauts-de-France            | inscrit    | « PA00108047 », notice no PA00108047 | 50° 17′ 34″ nord, 2° 46′ 50″ est      |       |
| Manoir du Grand-Moulin                                                                                               | Condette                                    | Pas-de-Calais           | Hauts-de-France            | inscrit    | « PA62000027 », notice no PA62000027 | 50° 39′ 56″ nord, 1° 39′ 29″ est      |       |
| Villa Saint-Augustin, Thalassa, Phébus et Borée                                                                      | Touquet-Paris-Plage                         | Pas-de-Calais           | Hauts-de-France            | inscrit    | « PA62000030 », notice no PA62000030 | 50° 31′ 17″ nord, 1° 34′ 50″ est      |       |
| Villa Nirvana | Touquet-Paris-Plage                         | Pas-de-Calais           | Hauts-de-France            | inscrit    | « PA62000029 », notice no PA62000029 | 50° 30′ 56″ nord, 1° 36′ 14″ est      |       |
| Villa Wallonne | Touquet-Paris-Plage                         | Pas-de-Calais           | Hauts-de-France            | inscrit    | « PA62000028 », notice no PA62000028 | 50° 31′ 24″ nord, 1° 35′ 17″ est      |       |
| Villa Albanel | Le Broc                                     | Puy-de-Dôme             | Auvergne-Rhône-Alpes       | inscrit    | « PA63000015 », notice no PA63000015 | 45° 30′ 00″ nord, 3° 14′ 37″ est      |       |
| Villa Marie-Antoinette                                                                                               | Chamalières                                 | Puy-de-Dôme             | Auvergne-Rhône-Alpes       | inscrit    | « PA63000014 », notice no PA63000014 | 45° 46′ 35″ nord, 3° 04′ 16″ est      |       |
| Château de Puy-Saint-Bonnet                                                                                          | Charbonnières-les-Vieilles                  | Puy-de-Dôme             | Auvergne-Rhône-Alpes       | inscrit    | « PA00091955 », notice no PA00091955 | 45° 57′ 59″ nord, 3° 00′ 57″ est      |       |
| Château des Tours-Portabéraud                                                                                        | Mozac                                       | Puy-de-Dôme             | Auvergne-Rhône-Alpes       | inscrit    | « PA00092211 », notice no PA00092211 | 45° 53′ 21″ nord, 3° 05′ 37″ est      |       |
| Villa Stella | Royat                                       | Puy-de-Dôme             | Auvergne-Rhône-Alpes       | inscrit    | « PA63000013 », notice no PA63000013 | 45° 45′ 56″ nord, 3° 03′ 23″ est      |       |
| Église Saint-Avit de Saint-Avit                                                                                      | Saint-Avit                                  | Puy-de-Dôme             | Auvergne-Rhône-Alpes       | inscrit    | « PA63000012 », notice no PA63000012 | 45° 52′ 21″ nord, 2° 31′ 25″ est      |       |
| Maison de Villemonteix                                                                                               | Saint-Denis-Combarnazat                     | Puy-de-Dôme             | Auvergne-Rhône-Alpes       | inscrit    | « PA63000016 », notice no PA63000016 | 45° 58′ 06″ nord, 3° 20′ 09″ est      |       |
| Château de Saint-Diéry                                                                                               | Saint-Diéry                                 | Puy-de-Dôme             | Auvergne-Rhône-Alpes       | inscrit    | « PA00092351 », notice no PA00092351 | 45° 33′ 00″ nord, 3° 01′ 20″ est      |       |
| Cimetière juif de Bayonne                                                                                            | Bayonne                                     | Pyrénées-Atlantiques    | Nouvelle-Aquitaine         | inscrit    | « PA64000026 », notice no PA64000026 | 43° 30′ 14″ nord, 1° 27′ 59″ ouest    |       |
| Tour Abadie | Castet                                      | Pyrénées-Atlantiques    | Nouvelle-Aquitaine         | inscrit    | « PA64000029 », notice no PA64000029 | 43° 04′ 07″ nord, 0° 25′ 07″ ouest    |       |
| Château de Mongaston                                                                                                 | Charre                                      | Pyrénées-Atlantiques    | Nouvelle-Aquitaine         | inscrit    | « PA00084372 », notice no PA00084372 | 43° 18′ 28″ nord, 0° 51′ 46″ ouest    |       |
| Château de Bitaubé                                                                                                   | Rébénacq                                    | Pyrénées-Atlantiques    | Nouvelle-Aquitaine         | inscrit    | « PA64000028 », notice no PA64000028 | 43° 09′ 35″ nord, 0° 24′ 08″ ouest    |       |
| Château de Sault | Sault-de-Navailles                          | Pyrénées-Atlantiques    | Nouvelle-Aquitaine         | inscrit    | « PA64000030 », notice no PA64000030 | 43° 32′ 59″ nord, 0° 40′ 22″ ouest    |       |
| Château de Sévignac                                                                                                  | Sévignacq-Meyracq                           | Pyrénées-Atlantiques    | Nouvelle-Aquitaine         | inscrit    | « PA64000027 », notice no PA64000027 | 43° 06′ 49″ nord, 0° 24′ 49″ ouest    |       |
| Église Saint-Pierre de Céret                                                                                         | Céret                                       | Pyrénées-Orientales     | Occitanie                  | classé     | « PA00103989 », notice no PA00103989 | 42° 29′ 07″ nord, 2° 44′ 53″ est      |       |
| Église Saint-Étienne d'Ille-sur-Têt                                                                                  | Ille-sur-Têt                                | Pyrénées-Orientales     | Occitanie                  | classé     | « PA00104037 », notice no PA00104037 | 42° 40′ 20″ nord, 2° 37′ 10″ est      |       |
| Maison Carrère | Saint-Denis                                 | La Réunion              | La Réunion                 | inscrit    | « PA97400027 », notice no PA97400027 | 20° 52′ 51″ sud, 55° 26′ 57″ est      |       |
| Chapelle Saint-Thomas-des-Indiens                                                                                    | Saint-Denis                                 | La Réunion              | La Réunion                 | inscrit    | « PA97400024 », notice no PA97400024 | 20° 52′ 59″ sud, 55° 27′ 25″ est      |       |
| Gare de la Grande Chaloupe                                                                                           | Saint-Denis                                 | La Réunion              | La Réunion                 | inscrit    | « PA97400025 », notice no PA97400025 | 20° 53′ 47″ sud, 55° 22′ 37″ est      |       |
| Lazarets de la Grande Chaloupe                                                                                       | Saint-Denis                                 | La Réunion              | La Réunion                 | inscrit    | « PA97400026 », notice no PA97400026 | 20° 54′ 03″ sud, 55° 22′ 37″ est      |       |
| Grande Maison de l'ancien domaine sucrier de Savanna                                                                 | Saint-Paul                                  | La Réunion              | La Réunion                 | inscrit    | « PA97400028 », notice no PA97400028 | 20° 59′ 21″ sud, 55° 17′ 59″ est      |       |
| Maison Orré | Saint-Pierre                                | La Réunion              | La Réunion                 | inscrit    | « PA97400034 », notice no PA97400034 | 21° 20′ 21″ sud, 55° 28′ 38″ est      |       |
| Maison Loupy | Saint-Pierre                                | La Réunion              | La Réunion                 | inscrit    | « PA97400033 », notice no PA97400033 | 21° 20′ 17″ sud, 55° 28′ 44″ est      |       |
| Presbytère de l'église Saint-Pierre-Saint-Paul                                                                       | Saint-Pierre                                | La Réunion              | La Réunion                 | inscrit    | « PA97400030 », notice no PA97400030 | 21° 20′ 13″ sud, 55° 28′ 50″ est      |       |
| Usine de Pierrefonds                                                                                                 | Saint-Pierre                                | La Réunion              | La Réunion                 | inscrit    | « PA97400036 », notice no PA97400036 | 21° 18′ 07″ sud, 55° 25′ 41″ est      |       |
| Maison des directeurs de Grands Bois                                                                                 | Saint-Pierre                                | La Réunion              | La Réunion                 | inscrit    | « PA97400035 », notice no PA97400035 | 21° 21′ 38″ sud, 55° 31′ 38″ est      |       |
| Marché couvert de Saint-Pierre                                                                                       | Saint-Pierre                                | La Réunion              | La Réunion                 | inscrit    | « PA97400031 », notice no PA97400031 | 21° 20′ 27″ sud, 55° 28′ 25″ est      |       |
| Maison Canonville | Saint-Pierre                                | La Réunion              | La Réunion                 | inscrit    | « PA97400032 », notice no PA97400032 | 21° 20′ 25″ sud, 55° 28′ 44″ est      |       |
| Église Saint-Pierre-Saint-Paul                                                                                       | Saint-Pierre                                | La Réunion              | La Réunion                 | inscrit    | « PA97400029 », notice no PA97400029 | 21° 20′ 17″ sud, 55° 28′ 49″ est      |       |
| Château de la Guerrière                                                                                              | Couzon-au-Mont-d'Or                         | Rhône                   | Auvergne-Rhône-Alpes       | classé     | « PA00118132 », notice no PA00118132 | 45° 50′ 42″ nord, 4° 49′ 31″ est      |       |
| Maison | 5e arrondissement de Lyon                   | Rhône                   | Auvergne-Rhône-Alpes       | inscrit    | « PA00117936 », notice no PA00117936 | 45° 45′ 50″ nord, 4° 49′ 42″ est      |       |
| Fours à chaux de Vendenesse-lès-Charolles                                                                            | Vendenesse-lès-Charolles                    | Saône-et-Loire          | Bourgogne-Franche-Comté    | classé     | « PA00125334 », notice no PA00125334 | 46° 25′ 55″ nord, 4° 18′ 48″ est      |       |
| Église Saint-Fraimbault-et-Saint-Antoine d'Épineu-le-Chevreuil                                                       | Épineu-le-Chevreuil                         | Sarthe                  | Pays de la Loire           | inscrit    | « PA72000010 », notice no PA72000010 | 48° 02′ 16″ nord, 0° 06′ 56″ ouest    |       |
| Château de Lucé | Le Grand-Lucé                               | Sarthe                  | Pays de la Loire           | inscrit    | « PA00109770 », notice no PA00109770 | 47° 51′ 51″ nord, 0° 28′ 07″ est      |       |
| Manoir de Mirebeau                                                                                                   | Vivoin                                      | Sarthe                  | Pays de la Loire           | inscrit    | « PA72000011 », notice no PA72000011 | 48° 13′ 55″ nord, 0° 08′ 55″ est      |       |
| Maison de l'Évêque                                                                                                   | Saint-André                                 | Savoie                  | Auvergne-Rhône-Alpes       | inscrit    | « PA73000004 », notice no PA73000004 | 45° 12′ 29″ nord, 6° 35′ 48″ est      |       |
| Halle de Bray-sur-Seine                                                                                              | Bray-sur-Seine                              | Seine-et-Marne          | Île-de-France              | inscrit    | « PA77000012 », notice no PA77000012 | 48° 24′ 58″ nord, 3° 14′ 11″ est      |       |
| Silo à grains de Courpalay                                                                                           | Courpalay                                   | Seine-et-Marne          | Île-de-France              | inscrit    | « PA77000013 », notice no PA77000013 | 48° 39′ 03″ nord, 2° 57′ 26″ est      |       |
| Abbaye Notre-Dame de Jouarre                                                                                         | Jouarre                                     | Seine-et-Marne          | Île-de-France              | inscrit    | « PA00087037 », notice no PA00087037 | 48° 55′ 36″ nord, 3° 07′ 55″ est      |       |
| Abbaye Notre-Dame de Jouarre : auditoire                                                                             | Jouarre                                     | Seine-et-Marne          | Île-de-France              | inscrit    | « PA77000014 », notice no PA77000014 | 48° 55′ 38″ nord, 3° 07′ 49″ est      |       |
| Chapelle Notre-Dame de Chaâge de Meaux                                                                               | Meaux                                       | Seine-et-Marne          | Île-de-France              | inscrit    | « PA77000011 », notice no PA77000011 | 48° 57′ 49″ nord, 2° 52′ 48″ est      |       |
| Cirque-théâtre d'Elbeuf                                                                                              | Elbeuf                                      | Seine-Maritime          | Normandie                  | inscrit    | « PA76000039 », notice no PA76000039 | 49° 17′ 27″ nord, 1° 00′ 40″ est      |       |
| Hôtel des Ingénieurs des Tréfileries                                                                                 | Le Havre                                    | Seine-Maritime          | Normandie                  | inscrit    | « PA76000037 », notice no PA76000037 | 49° 29′ 24″ nord, 0° 09′ 16″ est      |       |
| Allée couverte de Mauny                                                                                              | Mauny                                       | Seine-Maritime          | Normandie                  | inscrit    | « PA76000036 », notice no PA76000036 | 49° 23′ 17″ nord, 0° 54′ 50″ est      |       |
| Église Saint-Jean-Eudes                                                                                              | Rouen                                       | Seine-Maritime          | Normandie                  | inscrit    | « PA76000038 », notice no PA76000038 | 49° 27′ 08″ nord, 1° 07′ 37″ est      |       |
| Château de Soquence                                                                                                  | Sahurs                                      | Seine-Maritime          | Normandie                  | inscrit    | « PA00101015 », notice no PA00101015 | 49° 21′ 24″ nord, 0° 58′ 10″ est      |       |
| Pavillon de l'usine Coignet                                                                                          | Saint-Denis                                 | Seine-Saint-Denis       | Île-de-France              | inscrit    | « PA93000011 », notice no PA93000011 | 48° 55′ 53″ nord, 2° 20′ 34″ est      |       |
| Maison de logement des ouvriers de l'usine Coignet                                                                   | Saint-Denis                                 | Seine-Saint-Denis       | Île-de-France              | inscrit    | « PA93000012 », notice no PA93000012 | 48° 55′ 56″ nord, 2° 20′ 36″ est      |       |
| Maison de François Coignet                                                                                           | Saint-Denis                                 | Seine-Saint-Denis       | Île-de-France              | inscrit    | « PA93000010 », notice no PA93000010 | 48° 55′ 51″ nord, 2° 20′ 30″ est      |       |
| Abbaye Notre-Dame de Willencourt                                                                                     | Abbeville                                   | Somme                   | Hauts-de-France            | inscrit    | « PA80000008 », notice no PA80000008 | 50° 06′ 41″ nord, 1° 49′ 45″ est      |       |
| Maison de Jules Verne                                                                                                | Amiens                                      | Somme                   | Hauts-de-France            | inscrit    | « PA80000006 », notice no PA80000006 | 49° 53′ 16″ nord, 2° 18′ 07″ est      |       |
| Église Saint-Aubin de Boëncourt                                                                                      | Béhen                                       | Somme                   | Hauts-de-France            | inscrit    | « PA80000009 », notice no PA80000009 | 50° 03′ 23″ nord, 1° 46′ 06″ est      |       |
| Château de Bernâtre                                                                                                  | Bernâtre                                    | Somme                   | Hauts-de-France            | inscrit    | « PA80000010 », notice no PA80000010 | 50° 11′ 51″ nord, 2° 05′ 29″ est      |       |
| Salle du Commandement unique                                                                                         | Doullens                                    | Somme                   | Hauts-de-France            | classé     | « PA80000003 », notice no PA80000003 | 50° 09′ 26″ nord, 2° 20′ 28″ est      |       |
| Église Sainte-Marie-Madeleine d'Équennes-Éramecourt                                                                  | Équennes-Éramecourt                         | Somme                   | Hauts-de-France            | inscrit    | « PA80000012 », notice no PA80000012 | 49° 44′ 04″ nord, 1° 57′ 35″ est      |       |
| Usine Saint Frères                                                                                                   | Flixecourt                                  | Somme                   | Hauts-de-France            | inscrit    | « PA80000013 », notice no PA80000013 | 50° 01′ 08″ nord, 2° 04′ 39″ est      |       |
| Église Saint-Pierre de Monchy-Lagache                                                                                | Monchy-Lagache                              | Somme                   | Hauts-de-France            | inscrit    | « PA80000007 », notice no PA80000007 | 49° 51′ 14″ nord, 3° 02′ 42″ est      |       |
| Trou de mine de La Boisselle                                                                                         | Ovillers-la-Boisselle                       | Somme                   | Hauts-de-France            | classé     | « PA80000004 », notice no PA80000004 | 50° 00′ 56″ nord, 2° 41′ 51″ est      |       |
| Château de Querrieu                                                                                                  | Querrieu                                    | Somme                   | Hauts-de-France            | inscrit    | « PA80000015 », notice no PA80000015 | 49° 56′ 23″ nord, 2° 26′ 07″ est      |       |
| Chaussée de Coudières                                                                                                | Arfons                                      | Tarn                    | Occitanie                  | inscrit    | « PA81000005 », notice no PA81000005 | 43° 23′ 42″ nord, 2° 13′ 19″ est      |       |
| Prise d'Alzeau | Lacombe                                     | Tarn                    | Occitanie                  | inscrit    | « PA81000006 », notice no PA81000006 | 43° 23′ 46″ nord, 2° 13′ 36″ est      |       |
| Château de Saint-Urcisse                                                                                             | Saint-Urcisse                               | Tarn                    | Occitanie                  | inscrit    | « PA81000004 », notice no PA81000004 | 43° 56′ 25″ nord, 1° 36′ 58″ est      |       |
| Prise d'eau de Pont-Crouzet                                                                                          | Sorèze                                      | Tarn                    | Occitanie                  | inscrit    | « PA81000007 », notice no PA81000007 | 43° 27′ 04″ nord, 2° 02′ 50″ est      |       |
| Abbaye Saint-Pierre de Moissac                                                                                       | Moissac                                     | Tarn-et-Garonne         | Occitanie                  | classé     | « PA00095785 », notice no PA00095785 | 44° 06′ 19″ nord, 1° 05′ 04″ est      |       |
| Monument du caporal Peugeot                                                                                          | Joncherey                                   | Territoire de Belfort   | Bourgogne-Franche-Comté    | inscrit    | « PA90000003 », notice no PA90000003 | 47° 31′ 27″ nord, 7° 00′ 40″ est      |       |
| Ferme d'Hérivaux | Luzarches                                   | Val-d'Oise              | Île-de-France              | inscrit    | « PA95000003 », notice no PA95000003 | 49° 07′ 03″ nord, 2° 28′ 30″ est      |       |
| Closerie et villa Falbala                                                                                            | Périgny                                     | Val-de-Marne            | Île-de-France              | classé     | « PA00079924 », notice no PA00079924 | 48° 41′ 37″ nord, 2° 32′ 56″ est      |       |
| Colombier | Périgny                                     | Val-de-Marne            | Île-de-France              | inscrit    | « PA94000009 », notice no PA94000009 | 48° 41′ 39″ nord, 2° 33′ 07″ est      |       |
| Château de Périgny-le-Petit                                                                                          | Périgny                                     | Val-de-Marne            | Île-de-France              | inscrit    | « PA94000007 », notice no PA94000007 | 48° 41′ 45″ nord, 2° 33′ 07″ est      |       |
| Domaine de l'Hermitage                                                                                               | La Queue-en-Brie                            | Val-de-Marne            | Île-de-France              | inscrit    | « PA94000006 », notice no PA94000006 | 48° 46′ 56″ nord, 2° 34′ 27″ est      |       |
| Hôpital Esquirol | Saint-Maurice                               | Val-de-Marne            | Île-de-France              | classé     | « PA00079904 », notice no PA00079904 | 48° 49′ 07″ nord, 2° 25′ 47″ est      |       |
| Maison du Patrimoine                                                                                                 | Ollioules                                   | Var                     | Provence-Alpes-Côte d'Azur | inscrit    | « PA83000008 », notice no PA83000008 | 43° 08′ 25″ nord, 5° 50′ 51″ est      |       |
| Comédie de Toulon | Toulon                                      | Var                     | Provence-Alpes-Côte d'Azur | inscrit    | « PA83000007 », notice no PA83000007 | 43° 07′ 29″ nord, 5° 55′ 44″ est      |       |
| Chapelle Notre-Dame-de-Pitié du Val                                                                                  | Le Val                                      | Var                     | Provence-Alpes-Côte d'Azur | inscrit    | « PA83000009 », notice no PA83000009 | 43° 25′ 50″ nord, 6° 04′ 18″ est      |       |
| Hôtel de Salvador | Avignon                                     | Vaucluse                | Provence-Alpes-Côte d'Azur | inscrit    | « PA00081874 », notice no PA00081874 | 43° 56′ 47″ nord, 4° 48′ 37″ est      |       |
| Moulin de Blanchefleur                                                                                               | Châteauneuf-de-Gadagne                      | Vaucluse                | Provence-Alpes-Côte d'Azur | inscrit    | « PA84000022 », notice no PA84000022 | 43° 56′ 37″ nord, 4° 57′ 02″ est      |       |
| Caves du Palais Saint-Firmin                                                                                         | Gordes                                      | Vaucluse                | Provence-Alpes-Côte d'Azur | inscrit    | « PA84000020 », notice no PA84000020 | 43° 54′ 39″ nord, 5° 12′ 01″ est      |       |
| Hôtel de Girard | Lourmarin                                   | Vaucluse                | Provence-Alpes-Côte d'Azur | inscrit    | « PA84000023 », notice no PA84000023 | 43° 45′ 53″ nord, 5° 21′ 46″ est      |       |
| Hôtel Astier de Montfaucon                                                                                           | Ménerbes                                    | Vaucluse                | Provence-Alpes-Côte d'Azur | inscrit    | « PA84000021 », notice no PA84000021 | 43° 50′ 03″ nord, 5° 12′ 13″ est      |       |
| L'Harmas de Jean-Henri Fabre                                                                                         | Sérignan-du-Comtat                          | Vaucluse                | Provence-Alpes-Côte d'Azur | classé     | « PA84000007 », notice no PA84000007 | 44° 11′ 17″ nord, 4° 50′ 25″ est      |       |
| Maison d'Estienne du Bourguet                                                                                        | La Tour-d'Aigues                            | Vaucluse                | Provence-Alpes-Côte d'Azur | inscrit    | « PA84000024 », notice no PA84000024 | 43° 43′ 33″ nord, 5° 32′ 59″ est      |       |
| Sépulture de Georges Clemenceau                                                                                      | Mouchamps                                   | Vendée                  | Pays de la Loire           | inscrit    | « PA85000011 », notice no PA85000011 | 46° 47′ 35″ nord, 1° 00′ 59″ ouest    |       |
| Château de Palluau                                                                                                   | Palluau                                     | Vendée                  | Pays de la Loire           | inscrit    | « PA00110195 », notice no PA00110195 | 46° 48′ 08″ nord, 1° 37′ 13″ ouest    |       |
| Sanctuaire de la Salette                                                                                             | La Rabatelière                              | Vendée                  | Pays de la Loire           | inscrit    | « PA85000012 », notice no PA85000012 | 46° 51′ 51″ nord, 1° 14′ 43″ ouest    |       |
| École de Sainte-Florence                                                                                             | Essarts-en-Bocage                           | Vendée                  | Pays de la Loire           | inscrit    | « PA85000014 », notice no PA85000014 | 46° 47′ 49″ nord, 1° 09′ 07″ ouest    |       |
| Monument à Georges Clemenceau                                                                                        | Sainte-Hermine                              | Vendée                  | Pays de la Loire           | inscrit    | « PA85000013 », notice no PA85000013 | 46° 33′ 19″ nord, 1° 03′ 41″ ouest    |       |
| Château de Chiré-en-Montreuil                                                                                        | Chiré-en-Montreuil                          | Vienne                  | Nouvelle-Aquitaine         | inscrit    | « PA86000008 », notice no PA86000008 | 46° 37′ 42″ nord, 0° 05′ 58″ est      |       |
| Temple protestant de Rouillé                                                                                         | Rouillé                                     | Vienne                  | Nouvelle-Aquitaine         | inscrit    | « PA86000009 », notice no PA86000009 | 46° 25′ 08″ nord, 0° 02′ 26″ est      |       |
| Abbaye de Saint-Benoît                                                                                               | Saint-Benoît                                | Vienne                  | Nouvelle-Aquitaine         | classé     | « PA00105681 », notice no PA00105681 | 46° 32′ 58″ nord, 0° 20′ 28″ est      |       |
| Château de Cercigny                                                                                                  | Vivonne                                     | Vienne                  | Nouvelle-Aquitaine         | inscrit    | « PA00125701 », notice no PA00125701 | 46° 23′ 55″ nord, 0° 14′ 44″ est      |       |
| Chapelle de Bermont                                                                                                  | Greux                                       | Vosges                  | Grand Est                  | inscrit    | « PA88000006 », notice no PA88000006 | 48° 28′ 05″ nord, 5° 40′ 28″ est      |       |
| Église Saint-Barthélémy de Cruzy-le-Châtel                                                                           | Cruzy-le-Châtel                             | Yonne                   | Bourgogne-Franche-Comté    | inscrit    | « PA89000015 », notice no PA89000015 | 47° 51′ 20″ nord, 4° 12′ 46″ est      |       |
| Enceinte de Vézelay                                                                                                  | Vézelay                                     | Yonne                   | Bourgogne-Franche-Comté    | classé     | « PA00113936 », notice no PA00113936 | 47° 28′ 03″ nord, 3° 44′ 47″ est      |       |
| Villa Collin | Fourqueux                                   | Yvelines                | Île-de-France              | classé     | « PA78000001 », notice no PA78000001 | 48° 53′ 10″ nord, 2° 03′ 42″ est      |       |
| Gare de Versailles-Chantiers                                                                                         | Versailles                                  | Yvelines                | Île-de-France              | inscrit    | « PA78000008 », notice no PA78000008 | 48° 47′ 44″ nord, 2° 08′ 09″ est      |       |